# Oste

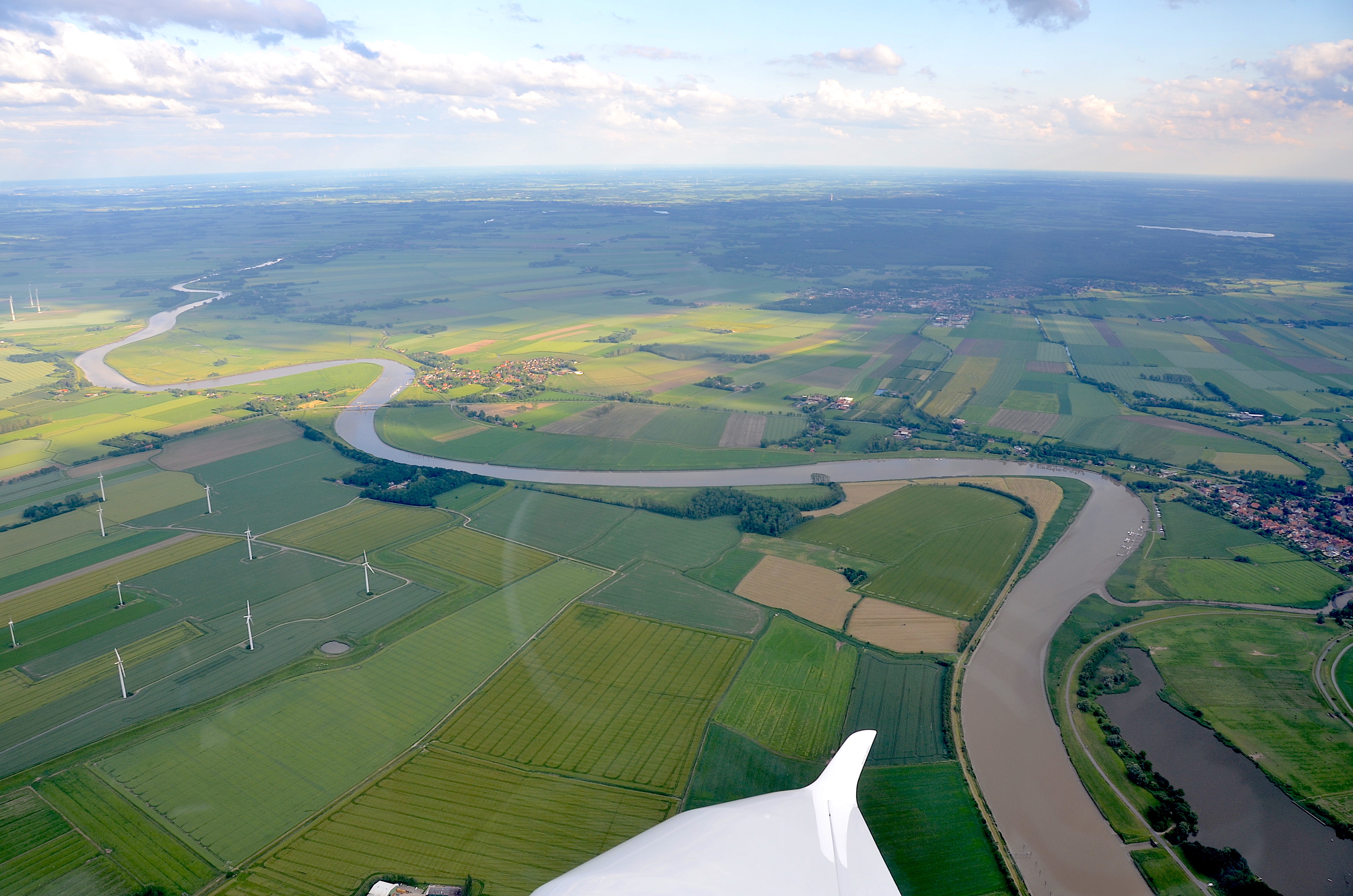
Oste zwischen Neuhaus (Oste) und Geversdorf, Blick Richtung Süden

Die Oste [ˈoːstə] (am Oberlauf bis Sittensen auch ˈɔstə) ist mit 156,0 km Fließstrecke der längste linke Nebenfluss der Unterelbe in Niedersachsen. Sie durchfließt die Landkreise Harburg, Rotenburg, Stade und Cuxhaven und hat ein Einzugsgebiet von nahezu 1000 Quadratkilometern bei Bremervörde, das bis zur Mündung auf 1714,69 km²  zunimmt. Der etwa 75 km lange Abschnitt vom Hafen Bremervörde bis zur Mündung ist tideabhängig.
Die Oste war bis zum 30. Juni 2010 eine Bundeswasserstraße der Zone 2 vom Mühlenwehr in Bremervörde bis zur Mündung in die Elbe. Seit dem 1. Juli 2010 ist nur noch die Teilstrecke von 210 Meter oberhalb der Achse der Straßenbrücke über das Ostesperrwerk (km 69,360) bis zur Ostemündung eine Bundeswasserstraße der Wasserstraßenklasse IV. Hierfür ist das Wasser- und Schifffahrtsamt Cuxhaven zuständig. Auf der Oste gilt die Seeschifffahrtsstraßen-Ordnung. Seit 1996 ist die Oste neu kilometriert.

## Geographie

### Verlauf

#### Überblick

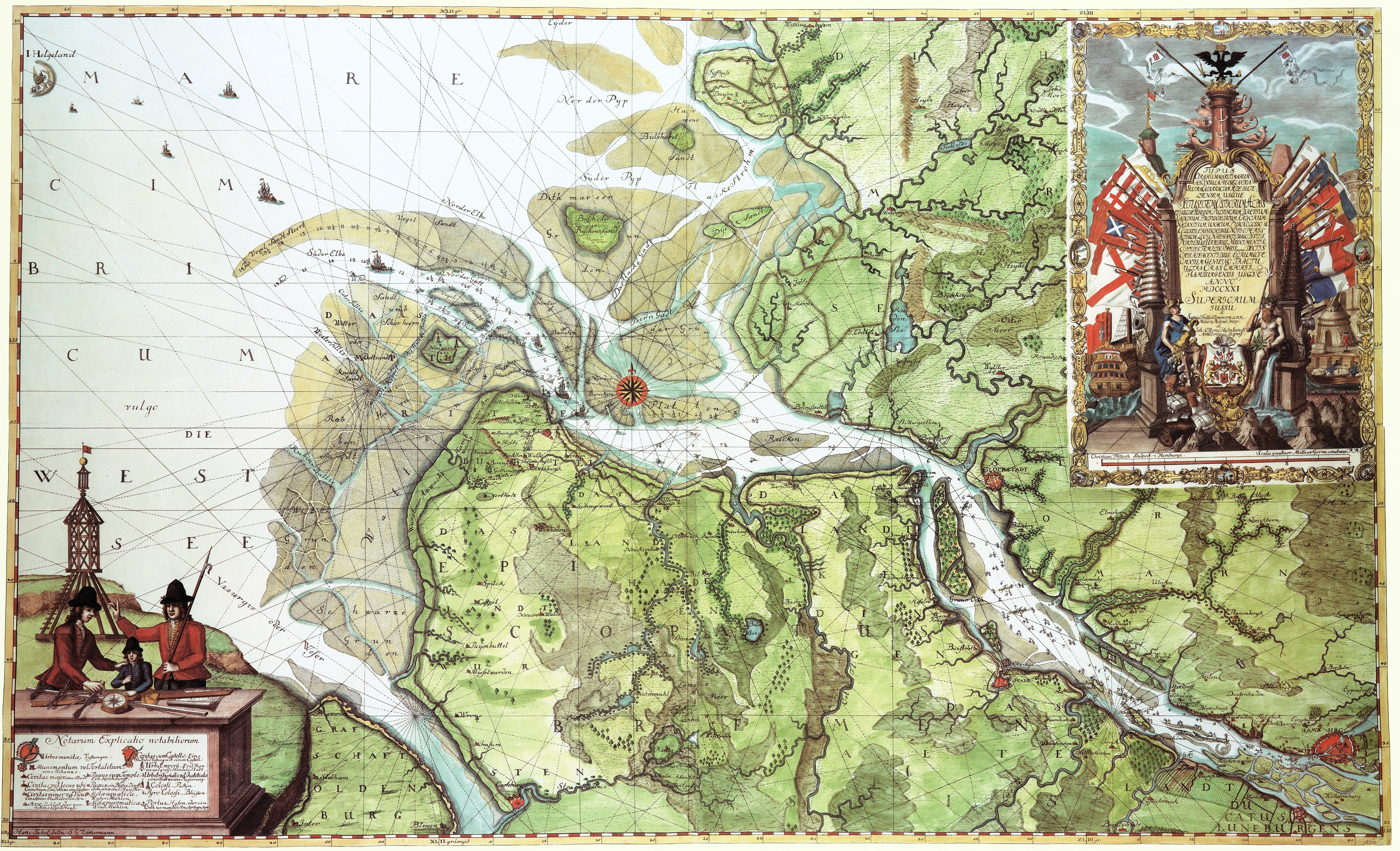
Karte von der Mündung der Oste in die Elbe, von Samuel Gottlieb Zimmermann und Otto Hasenbanck (1721)

Die Oste entspringt im Landkreis Harburg nahe Otter. Von dort fließt sie als stiller Wiesenfluss in ihrem Oberlauf zuerst nach Westen, dann nordöstlich an Zeven vorbei und weiter in nördlicher Richtung durch Bremervörde im Landkreis Rotenburg, von wo aus sie für kleinere Schiffe nutzbar ist. Ab Bremervörde wirken sich auch Ebbe und Flut aus. Die südliche und westliche Begrenzung des Flussverlaufs wird durch Endmoränenzüge früherer Kaltzeiten gebildet, deren prominentester Abschnitt die Wingst ist.
Bei Bremervörde befinden sich ein Sperrwerk und ein kleiner Hafen, sodass die Oste von dort aus mit kleinen Booten und Schiffen mit einem Tiefgang von bis zu 2 m nach mittlerem Hochwasser befahrbar ist. Anschließend mäandert der nun von Deichen eingefasste Fluss weiter nach Norden in Richtung der Orte Hemmoor und Osten; zwischen diesen beiden Orten verkehrt die älteste deutsche Schwebefähre. Die an dieser Stelle über die Oste führende Straße ist vor allem für die Elbquerung auf der zwischen Wischhafen und Glückstadt bestehenden Fährverbindung wichtig. Der Fluss mündet auf der Grenze der Gemeinden Belum im Landkreis Cuxhaven und Balje im Landkreis Stade in den Elbe-Ästuar (Mündungstrichter).

#### Oberoste

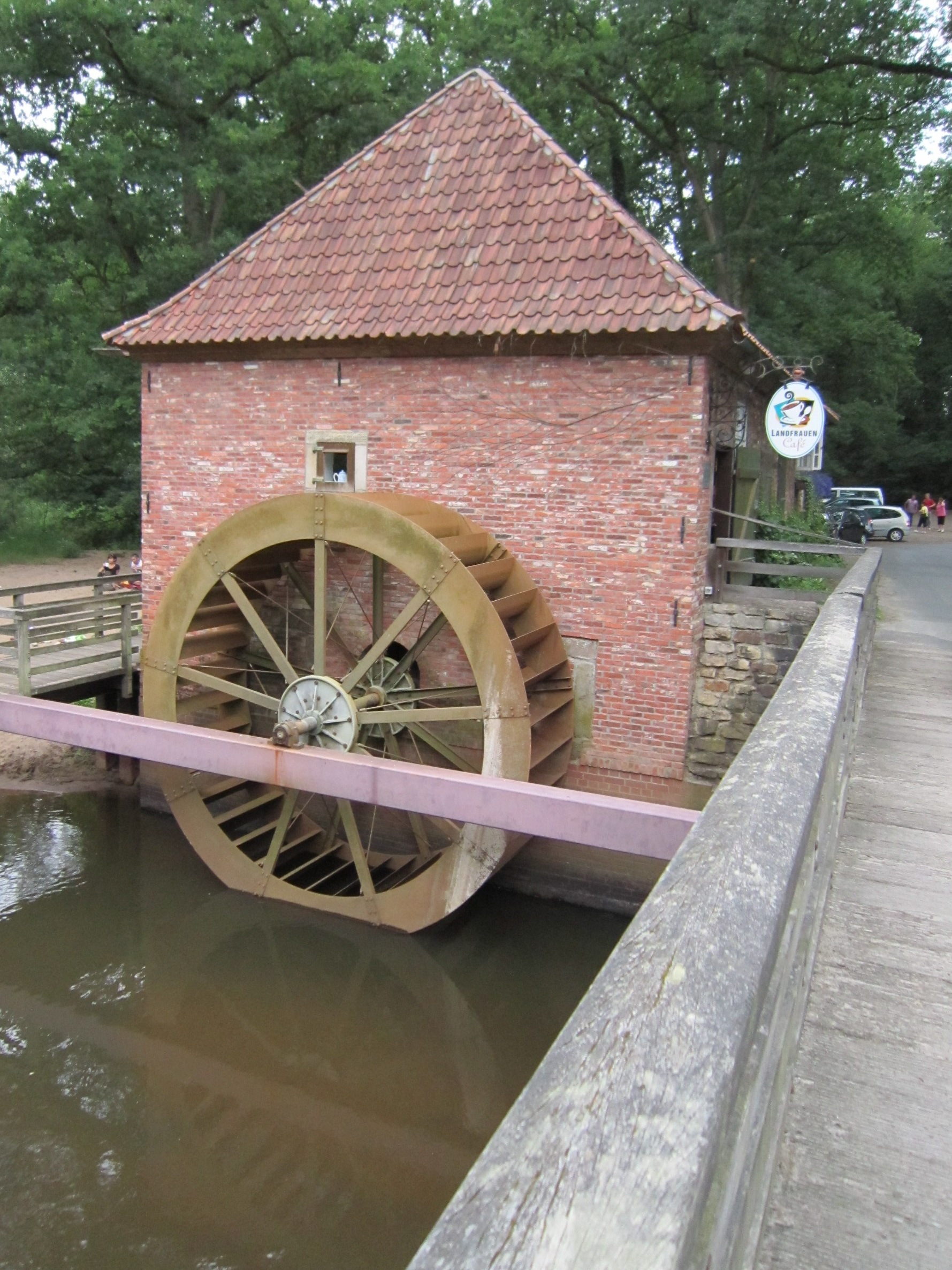
Eitzter Mühle

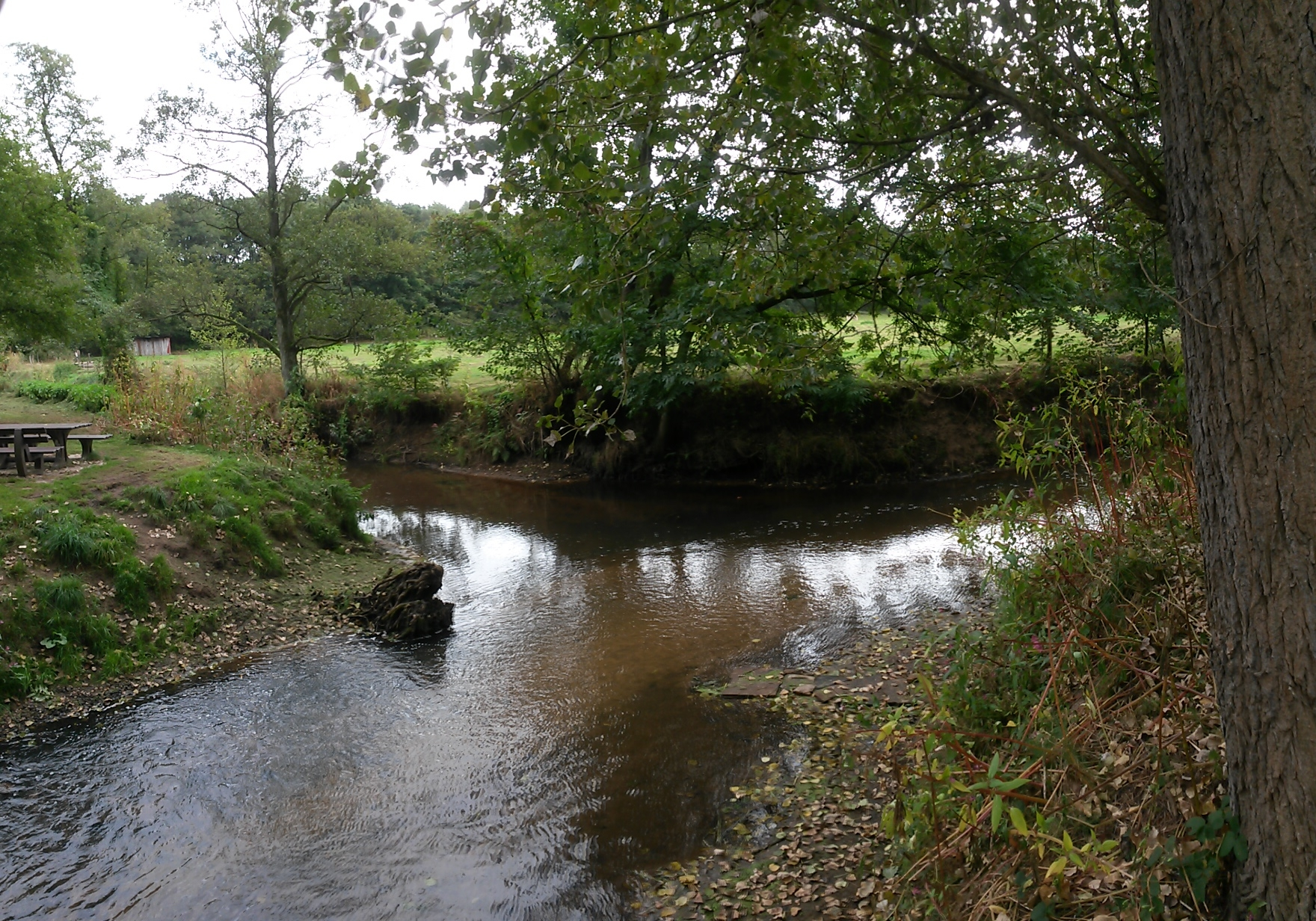
Mündung der Ramme (unten im Vordergrund) in die Oste bei Sittensen

Die Quellen der Oste liegen bei Schillingsbostel im Gemeindegebiet von Otter etwas südlich des Kernorts der Gemeinde Tostedt. Nach Süden steigt die Landschaft zum Otterberg (101 m) an, der zur Zevener Geest gehört. Wenige Kilometer östlich liegt der Nordwestrand der Lüneburger Heide und südwestlich die Wümmeniederung.
Anfangs fließt die Oste durch ein quellnahes Niedermoorgebiet mit Auwald sowie Tümpeln und Teichen als stiller Wiesenfluss westwärts an Tiefenbruch und Quellen vorbei und durch den Süden der Gemeinden Wistedt und Heidenau sowie durch das nördliche Gemeindegebiet von Tiste. Sie durchquert dann den Ort Sittensen, wo wie in Eitzmühlen eine recht gut erhaltene Mühle aus dem Mittelalter an ihrem Ufer steht. Im Westen Sittensens, an der Grenze zur Gemeinde Groß Meckelsen, mündet rechtsseitig die Ramme. Die Oste bildet dann für einige Zeit die Grenze zwischen den Gemeinden Groß Meckelsen und Hamersen bzw. Elsdorf. Der Fluss tritt dann in die Gemeinde Heeslingen ein und fließt zwischen den Orten Freyersen und Weertzen hindurch und durchs Ortszentrum Heeslingens. Bei Offensen verlässt der Fluss die Gemeinde wieder und streift das zu Zeven gehörende Brauel. Zwischen Twistemündung und Ostereistedt ändert die Oste ihre Fließrichtung von West nach Nord. Die Oste fließt an Godenstedt in der Gemeinde Seedorf entlang, wo linksseitig die Bade und im Ort rechtsseitig die Twiste münden. In der Gemeinde Selsingen werden Eitzte und Lavenstedt passiert. Die Oste bildet nun wieder eine Gemeindegrenze, diesmal zwischen Selsingen und Ostereistedt, wo Rockstedt nahe der Oste liegt. Der Fluss wendet sich nun im sanften Bogen mehr und mehr nach Norden, tritt in die Gemeinde Sandbostel ein und tangiert Ober-Ochtenhausen und Sandbostel. Das zu Bremervörde gehörende Minstedt ist die nächste Station des Flusses, der nun Spreckens und Engeo passiert, wo vier Kilometer oberhalb Bremervördes linksseitig nach Südwesten der Oste-Hamme-Kanal durchs Teufelsmoor in Richtung Hamme von der Oste abgeht wie auch kurz darauf der Fahrendorfer Kanal. Kurz vor Bremervörde mündet rechtsseitig die Bever in die Oste, die daraufhin in die Stadt Bremervörde eintritt.

#### Unteroste ab Bremervörde

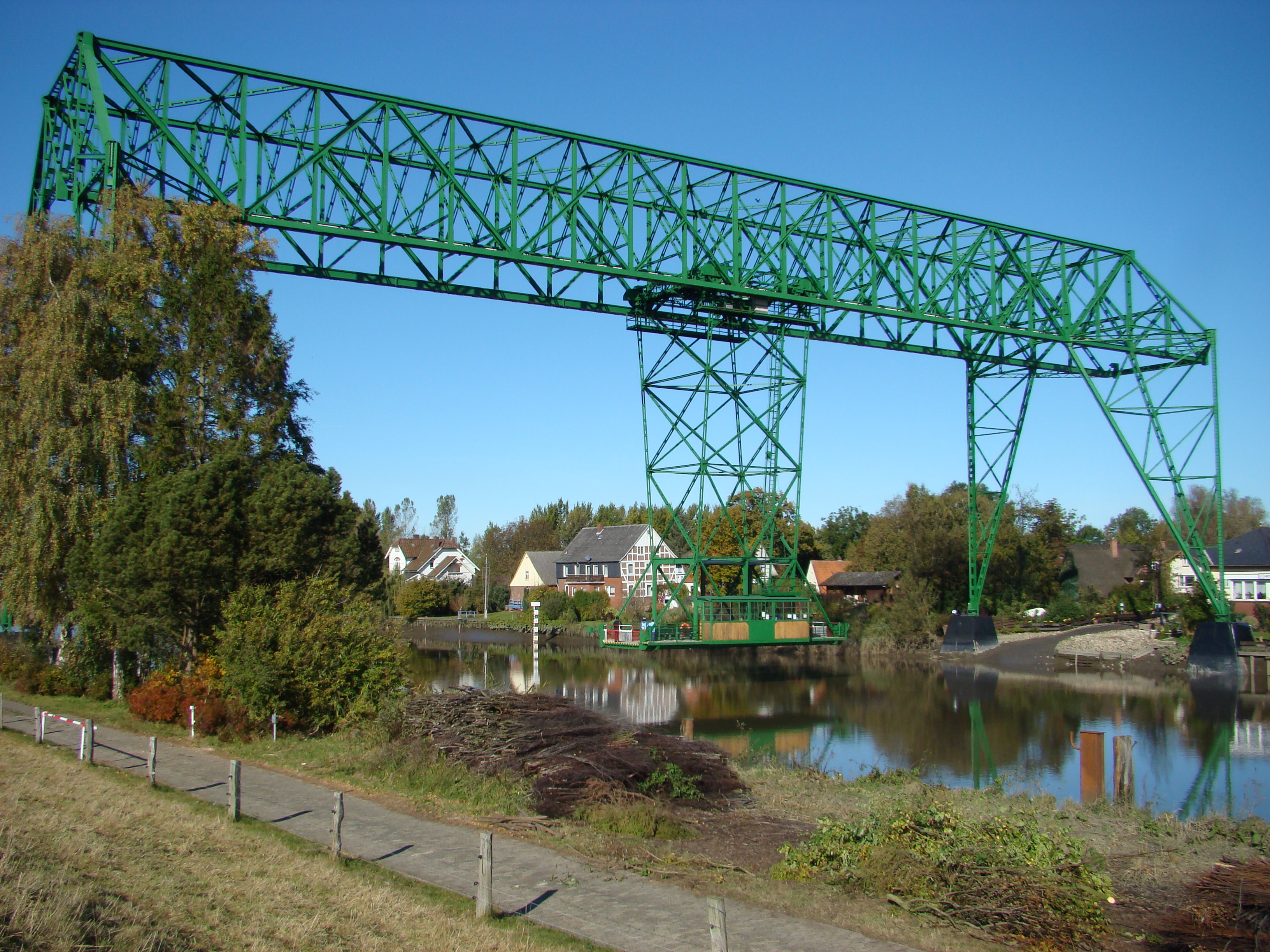
Schwebefähre Osten–Hemmoor über die Oste bei Hemmoor

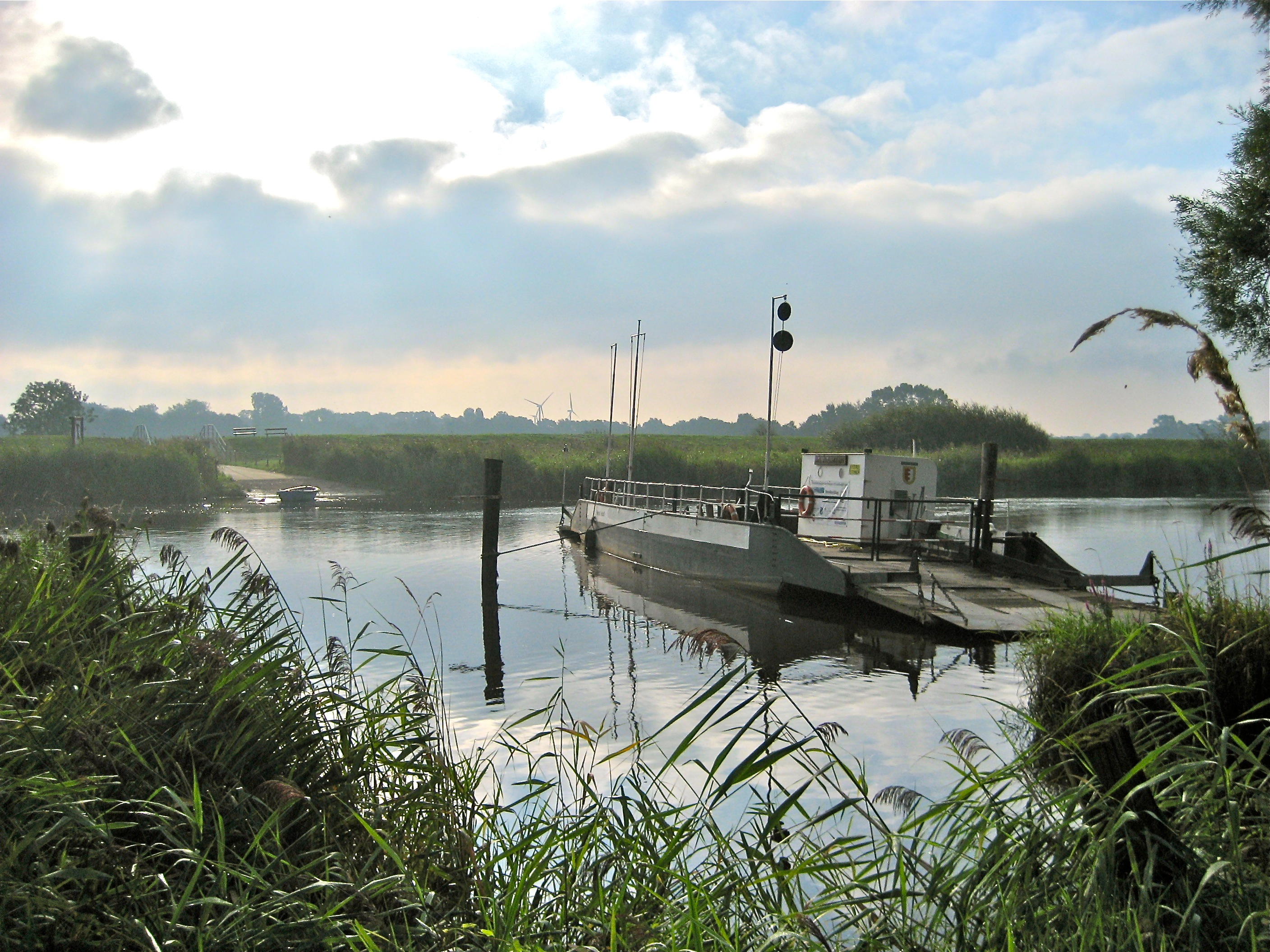
Motorbetriebene Prahmfähre in Brobergen, öffentliche Personen- und PKW-Fähre, regelmäßiger Betrieb zu Saisonzeiten.

In Bremervörde existiert eine kleine Flussinsel, die durch einen Nebenarm gebildet wird, der seit 1950 zum Hauptarm ausgebaut ist. Der Fluss fließt dann vorbei am Vörder See. Gegenüber befand sich die Gnattenberg-Werft, die Ewer gebaut und repariert hat.
Kurz hinter Bremervörde geht rechtsseitig der Oste-Schwinge-Kanal ab, der die Oste mit der Schwinge kurz hinter ihrer Quelle bei Mulsum verbindet. Er bildet ab Nieder Ochtenhausen und Elm die Grenze der Landkreise Rotenburg (Ort Ostendorf) und Stade mit Unterbrechungen in Gräpel und in Brobergen, wo der Landkreis Stade auch auf linksseitiges Gebiet übergreift. In Brobergen wird die letzte motorbetriebene Prahmfähre, die Ostefähre Brobergen betrieben. Dies ist auch der Kreuzungspunkt verschiedener Radwanderwege. Ebenso befindet sich hier linksseitig die Mündung der Mehe und das Drei-Landkreis-Eck zum Landkreis Cuxhaven, dessen Grenze mit dem Landkreis Stade die Oste nun über eine weite Strecke bildet. Die Oste tangiert nun Nindorfer Gebiet und fließt an Laumühlen, dem Geesthof, Klint sowie Kranenburg, Blumenthal und Kleinwörden vorbei. Sie wird bei Burweg bzw. Hechthausen von der Eisenbahnbrücke Hechthausen der Unterelbebahn von Hamburg-Harburg nach Cuxhaven sowie der Bundesstraße 73 überquert. Bei Großenwörden fließt die Große Rönne hinzu.

#### Unteroste ab Osten
Bei Osten fährt die älteste deutsche Schwebefähre (1909 fertiggestellt) und setzt nach Basbeck, einem Stadtteil von Hemmoor, über. In Osten, Hemmoor und Oberndorf gehören nun beide Ufer zum Landkreis Cuxhaven. Nach Hemmoor passiert die Oste den Höhenzug Wingst. In Höhe von Neuhaus (Oste) beginnt sich der Ästuar der Oste nach Norden in die Unterelbe zu öffnen.
Mit den Gehöften Mühlenwisch und Altenwisch berührt der Landkreis Stade einige Kilometer vor der Mündung nun wieder die Oste. Diese beiden Höfe (zu Balje gehörend) sind durch den im Landkreis Cuxhaven liegenden Geversdorfer Ortsteil Itzwörden getrennt. Hier wurde die seit 1423 bestehende Fährverbindung der Ostefähre Geversdorf 1988 durch eine Klappbrücke ersetzt.
Etwa 2,7 km nordnordwestlich des Ostesperrwerks mündet die Oste mit einer Breite von rund 800 m zwischen dem Weiler Belumer Deich von Belum im Naturschutzgebiet Hadelner und Belumer Außendeich im Westen und dem Ortsteil Hörne von Balje mit dem Ostebrammer Hullen im Osten in den großen Elbe-Ästuar. Die Mündung mit der im Elbeästuar vorgelagerten Ostebank (Osteriff) liegt im Vogelschutzgebiet Hullen.

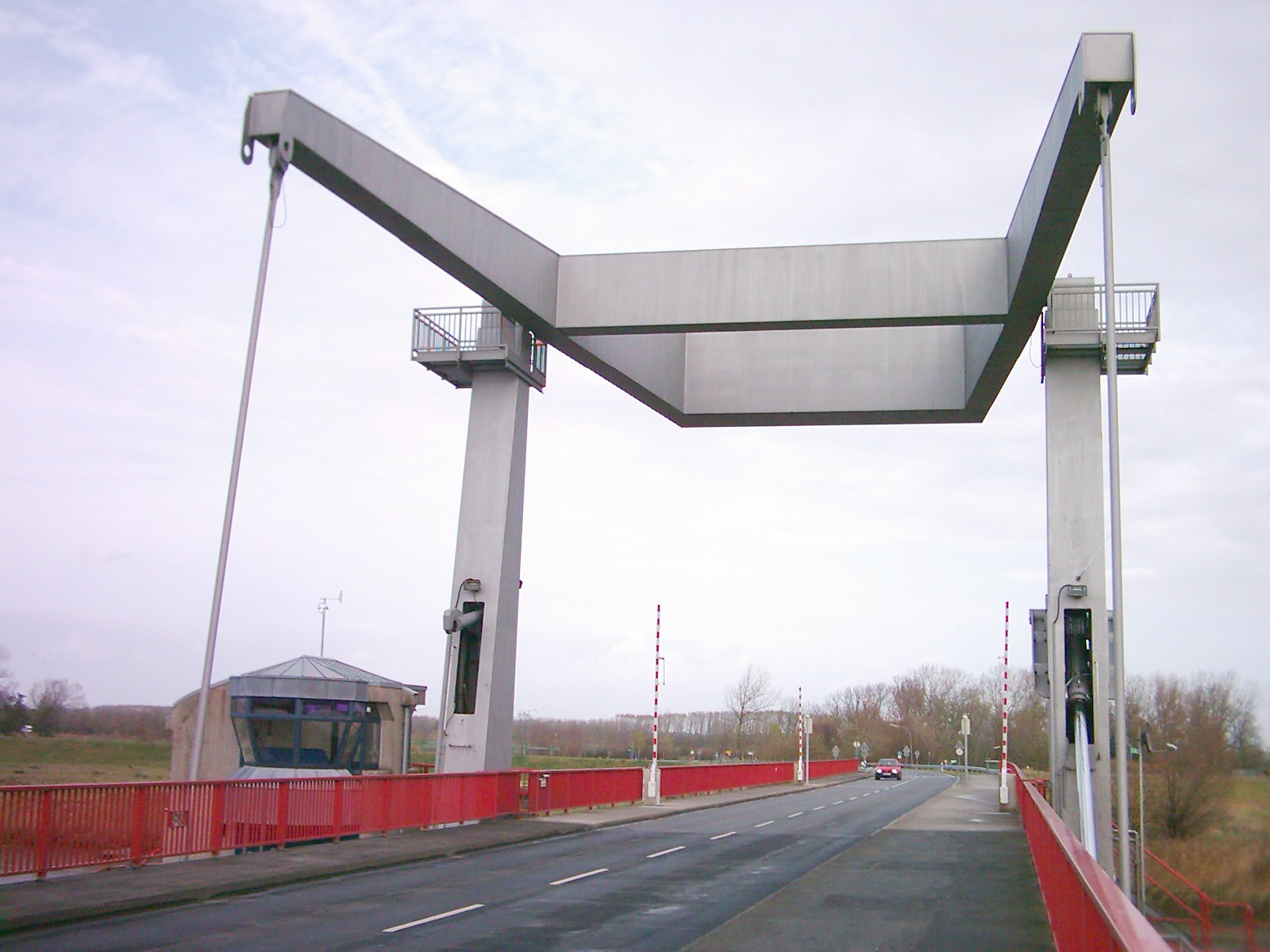
Geversdorf, 1988 gebaute Klappbrücke über die Oste
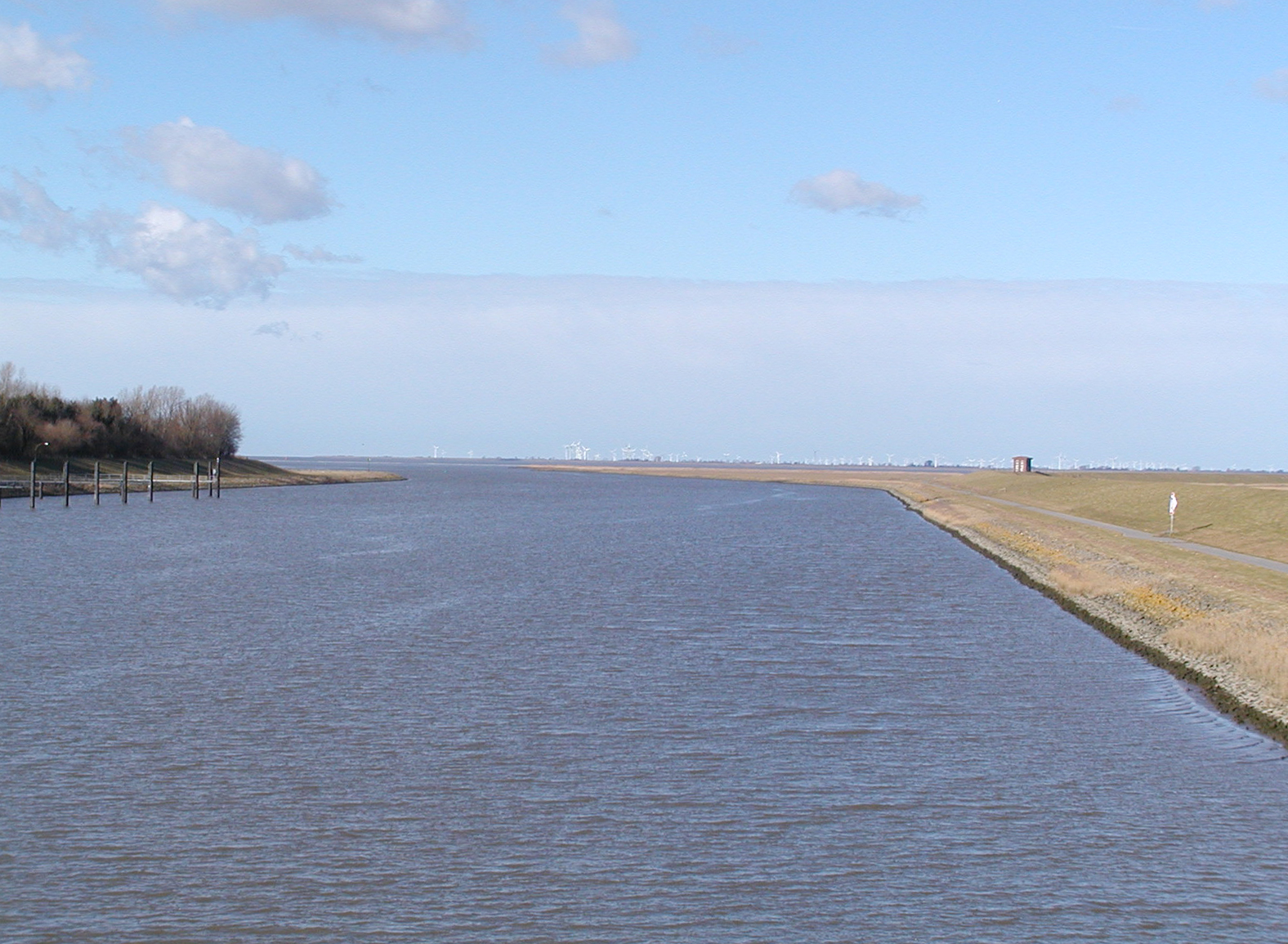
Die Oste zwischen Neuhaus (Oste) und Balje
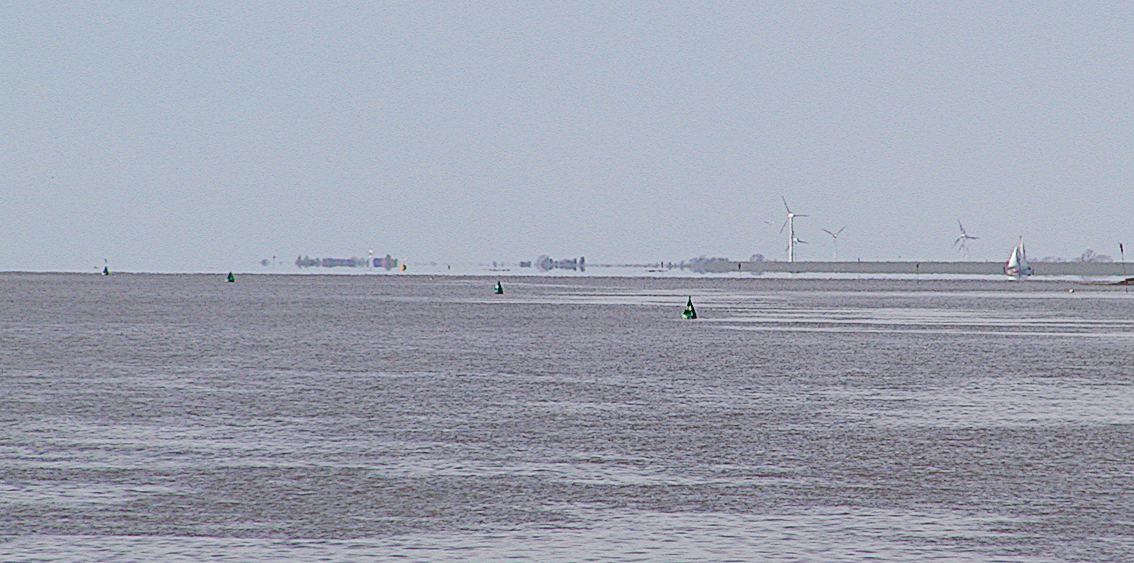
Die letzten Meter der Oste
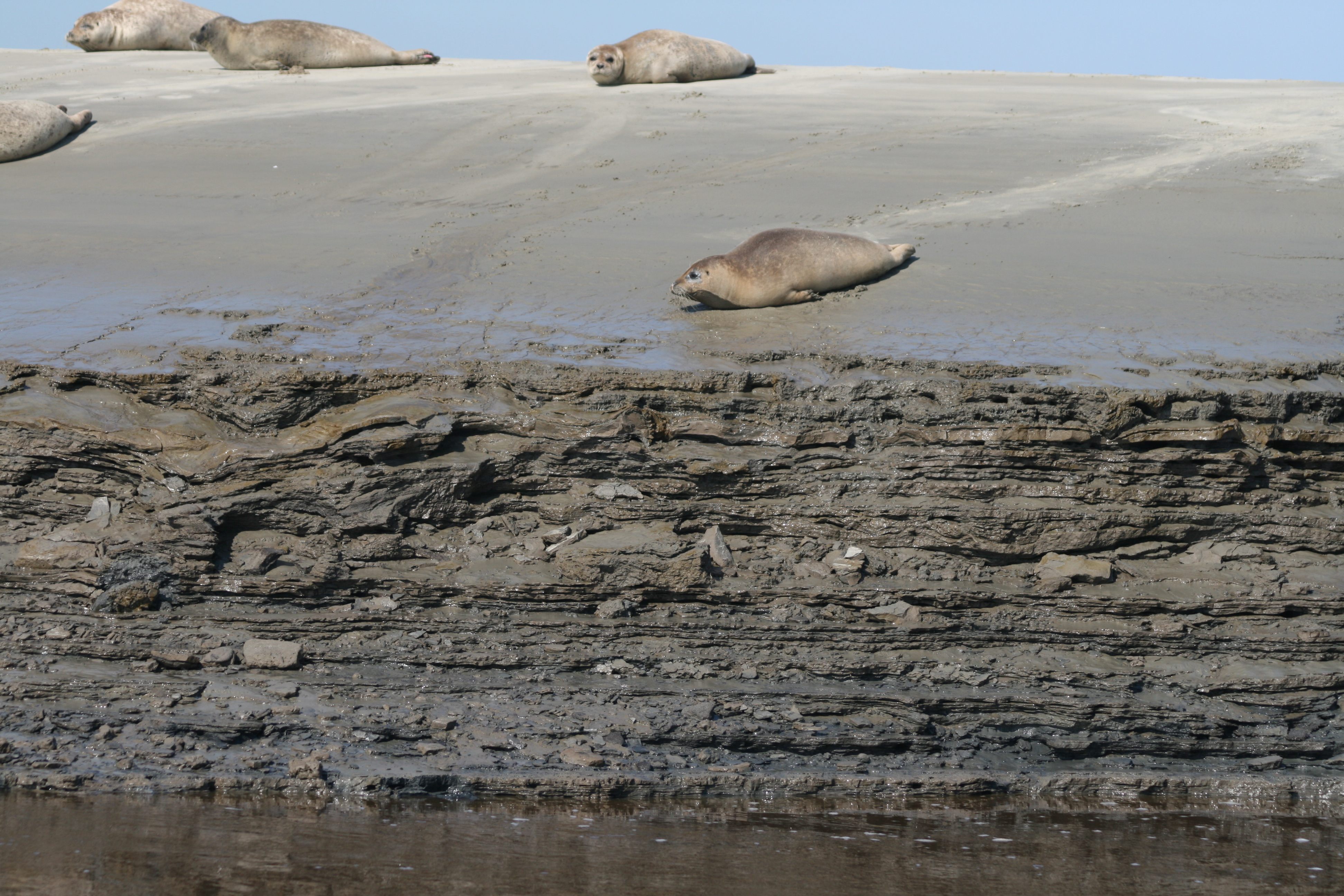
Seehunde sind regelmäßige Gäste in der Ostemündung
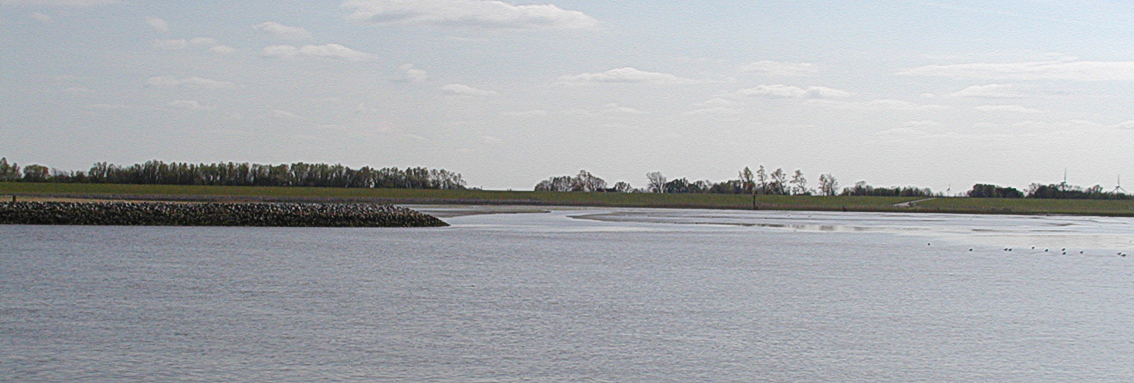
Die alte Ostemündung
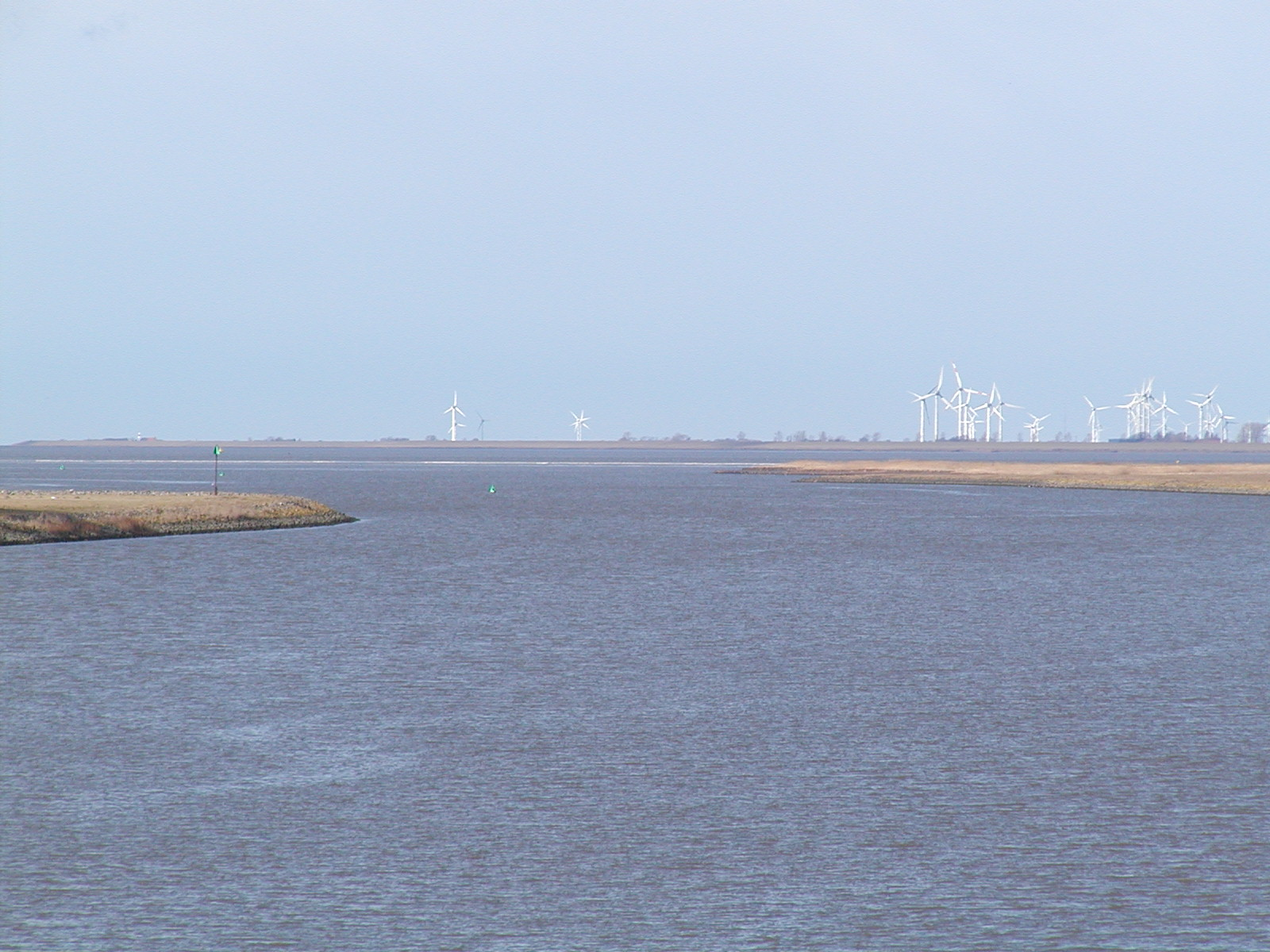
Die neue Ostemündung, im Winter bei ruhigem Wetter

### Böden und Gelände
Der Oberlauf der Oste liegt auf der Geest. Hier gibt es zum Beispiel bei Sandbostel und Granstedt auch Binnendünen mit teilweise haushohen Flugsandaufwehungen. Ab Gräpel besteht der Untergrund aus echten Marschböden. Der Fluss hatte nach der letzten Eiszeit ein eigenes Urstromtal ausgebildet.

### Ortschaften

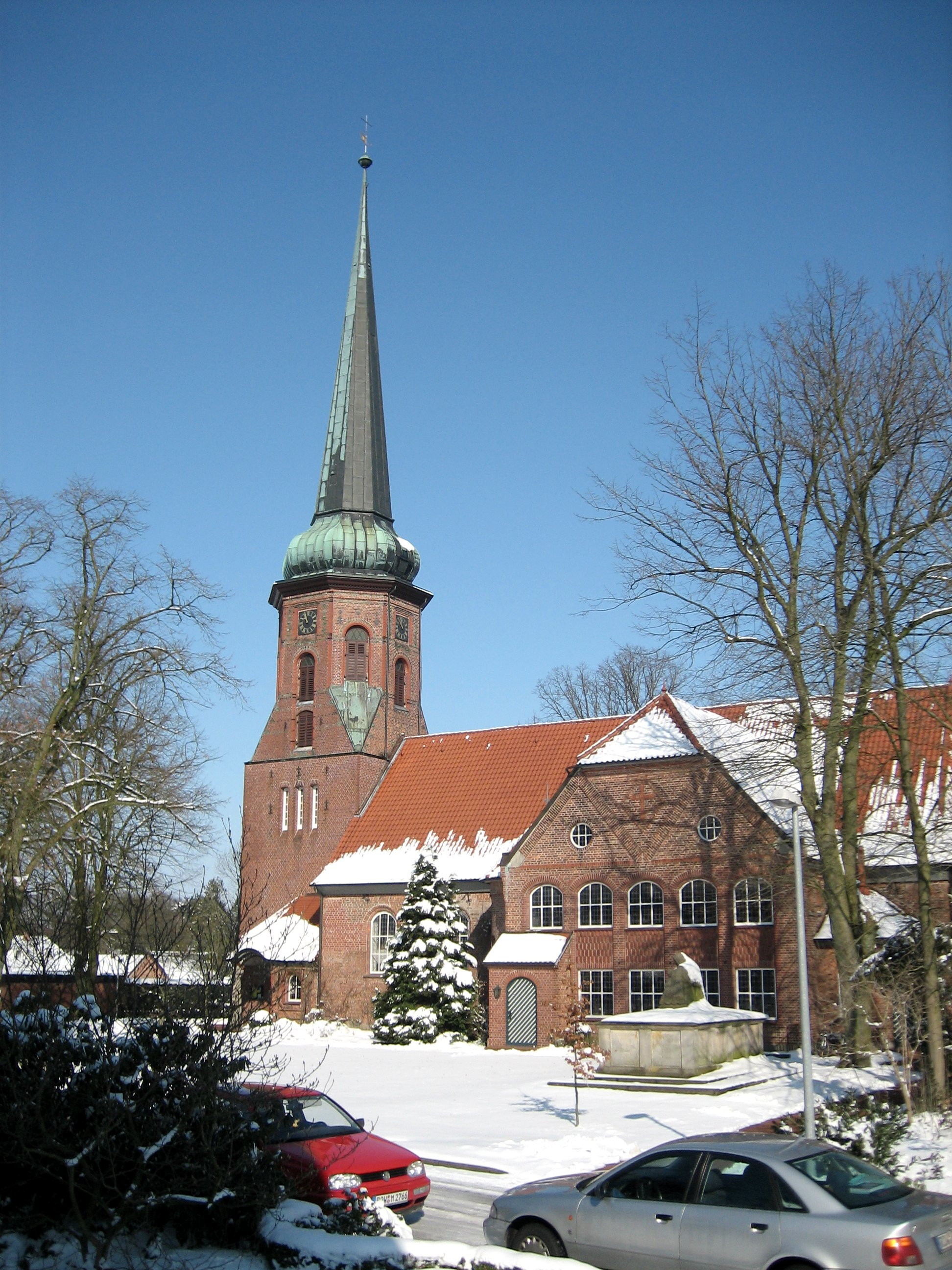
Sittensen
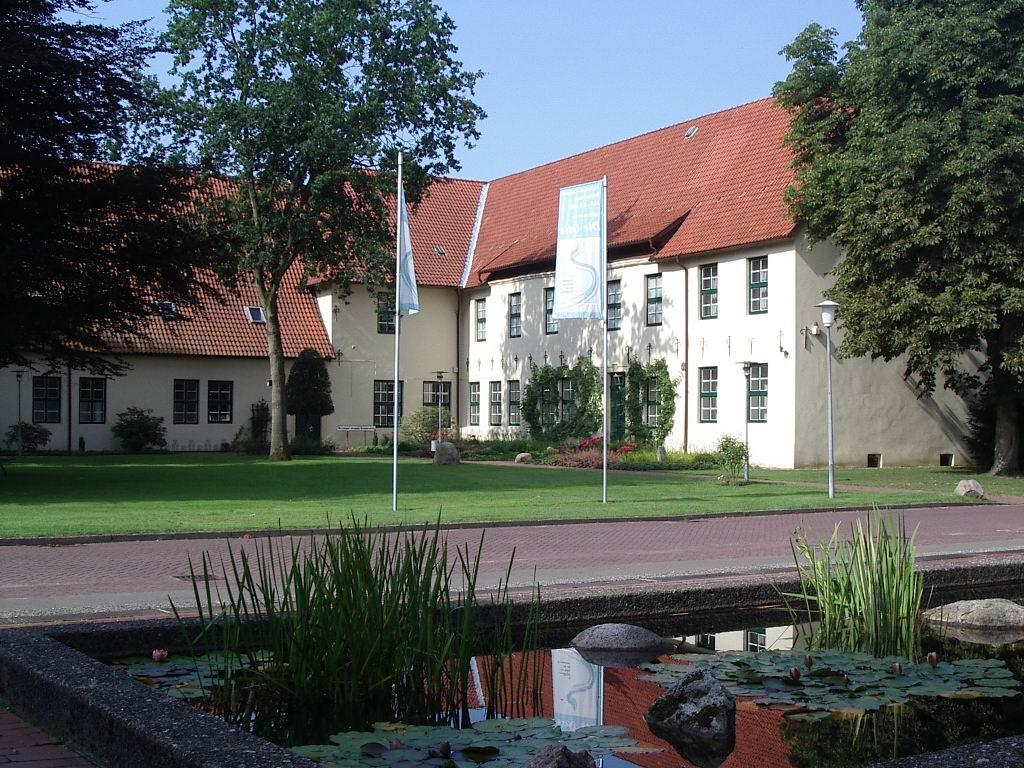
Bremervörde
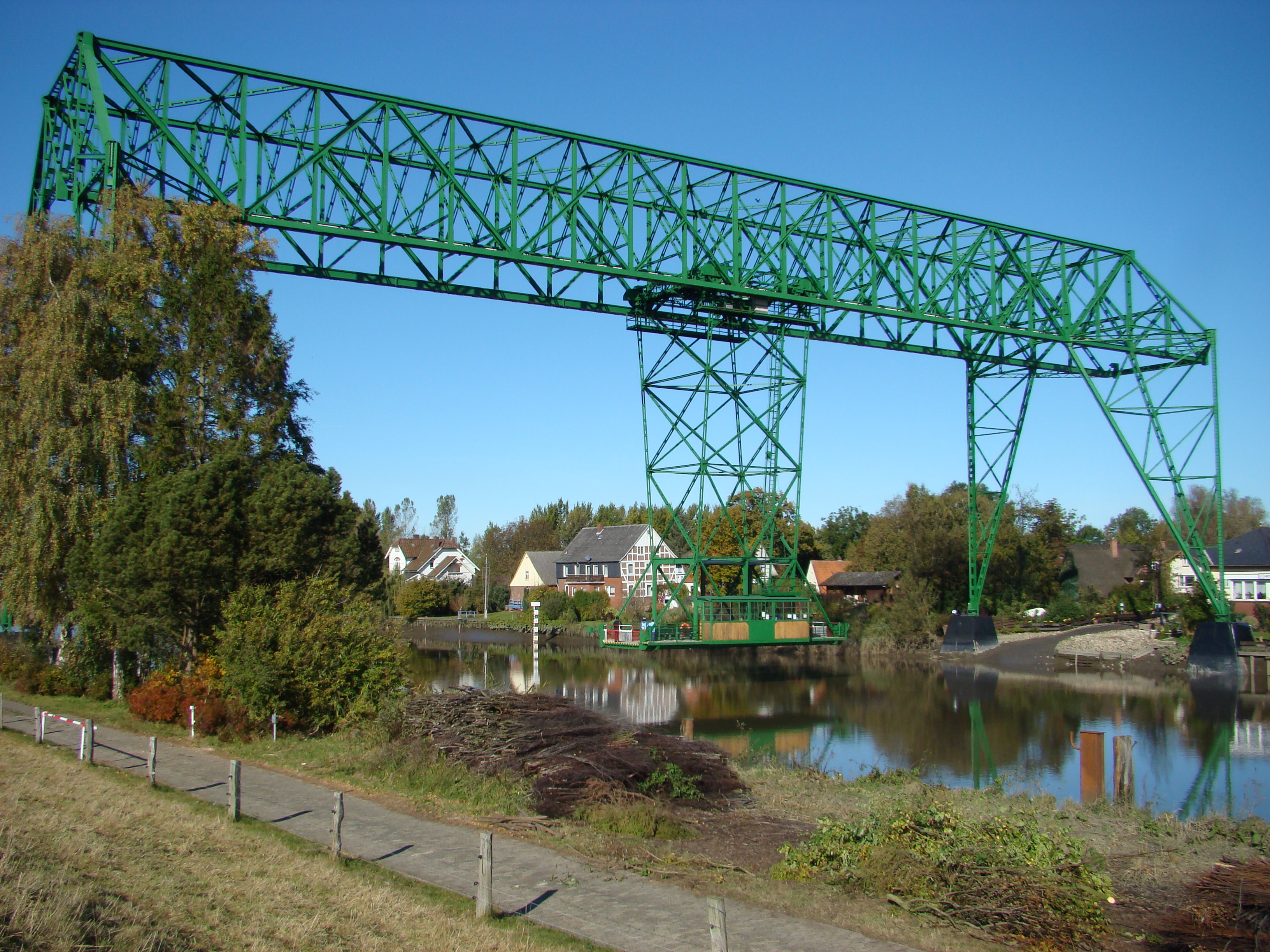
Osten
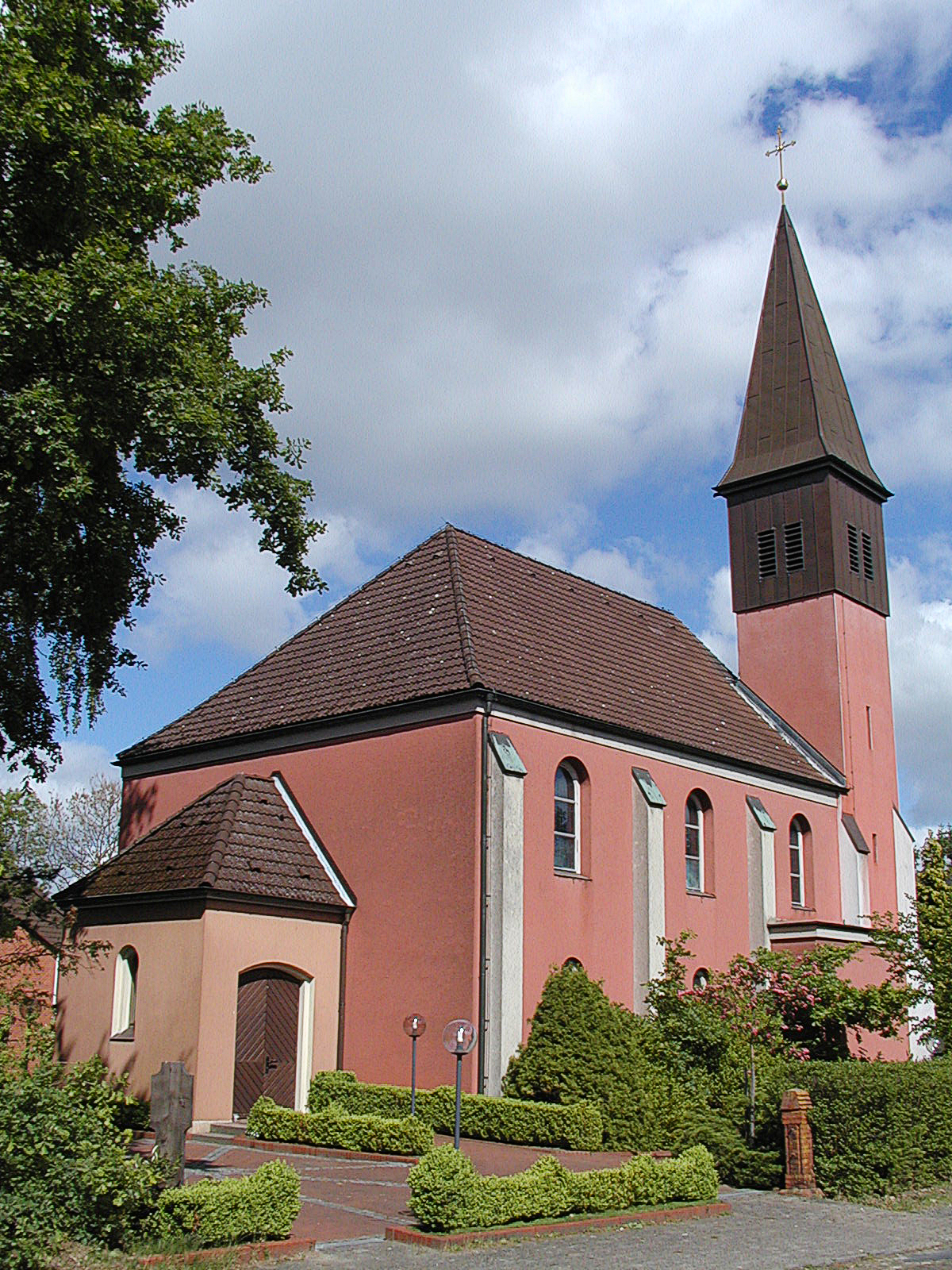
Hemmoor
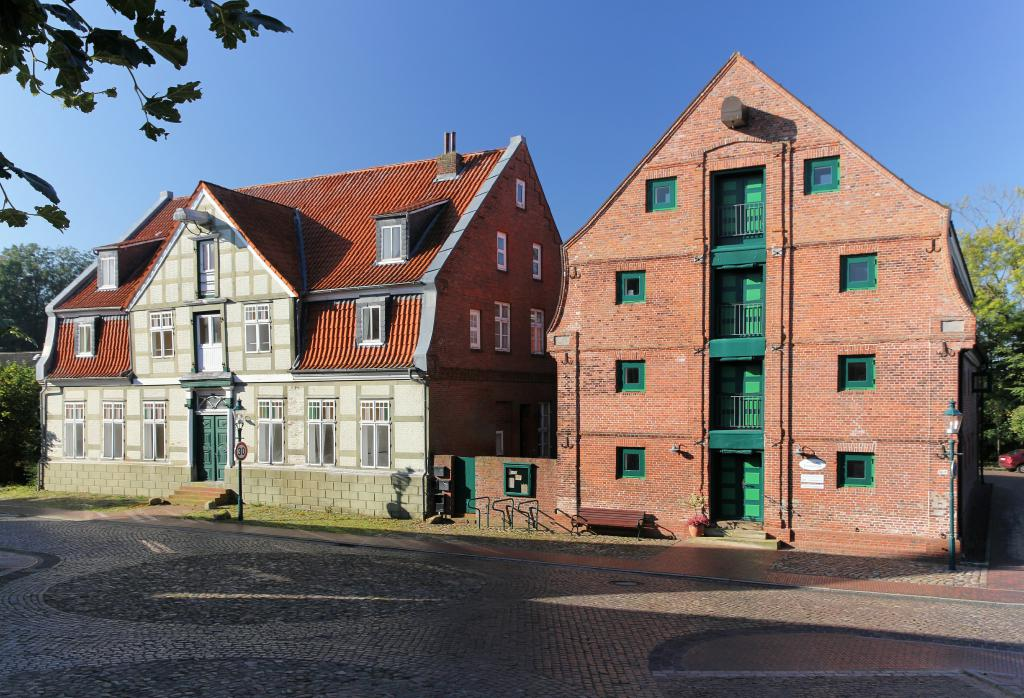
Neuhaus (Oste)

Entlang der Oste befinden sich zahlreiche bedeutende Städte und Ortschaften. Hierbei sind an der Oberoste Tostedt in der Nähe der Quellen, Heeslingen und Sittensen zu erwähnen. Ab der Unteroste bei Bremervörde zählen dazu noch Hechthausen, Osten mit der Schwebefähre, Hemmoor und Neuhaus.

## Geschichte
Ihren Namen hat die Oste vermutlich vor 1000 v. Chr. erhalten. Er soll aus einer Form des Indogermanischen stammen, die noch vor Herausbildung des Gemeingermanischen bestand, und schließt sich an zahlreiche ähnliche Formen wie zum Beispiel in Osnabrück an, die verschiedene Erweiterungen eines Fluss, Bach, Wasser bezeichnenden Wortes aus* sind. Die exakte Bedeutung des Wortes mit Ablaut auf -t- lässt sich nicht rekonstruieren. Der Sprachwissenschaftler Albrecht Greule vermutet eine Ableitung vom germanischen Verb *aus-a mit der Bedeutung „schöpfen“. Erstmals schriftlich erwähnt wurde der Fluss im Jahr 786 als „ad Hostam“ bzw. „iterum Ostam“. Aus Oste ergab sich im Mittelalter dann auch die Bezeichnung Ostinggabi (Ostegau) für ein Gebiet im Bereich des Flusses.
Lange Zeit bestand die letzte feste Querung des Flusses vor der 74 km entfernten Mündung in Bremervörde, wo zuerst eine Furt genutzt werden konnte (Vörde ist eine niederdeutsche Form von Furt) und bald auch eine Brücke errichtet worden war. Hier bestand auch eine Wassermühle. Die Bischöfe von Bremen residierten lange Zeit in der Bremervörder Burg, wodurch der Schiffsverkehr dorthin recht groß war. Nach dem Westfälischen Frieden und dem Ende des Bistums verlagerte sich der Schiffsverkehr zunehmend zum Unterlauf.
Bremervörde war ein wichtiger Punkt auf der Route von Hamburg nach Bremen, an der sowohl die Oste leicht überquert werden konnte als auch ein Geestrücken die Durchquerung der Moore ermöglichte, die südlich (Teufelsmoor) und nördlich lagen. Daher begann man bereits früh, in Bremervörde Wegezoll zu erheben. Erst 1825 wurde diese Praxis aufgegeben.
Erstmals wird um 1250 vom Schiffsverkehr auf der Oste berichtet, als bereits viele Ewer den Fluss befuhren.
1690 berichtet Johann Ernst Rist, dass Deichbrüche zur Versandung und Verschlammung der Oste geführt hätten, was vor Bremervörde die Schifffahrt behinderte und die Zahl der in großen Mengen vorhandenen Störe und Lachse verringerte.
Eine erste Flussregelung wurde 1759–1764 auf der etwa 6 km langen Strecke von Bremervörde stromabwärts ausgeführt. Zwischen 1808 und 1882 wurden im Rahmen größerer Regelungsarbeiten insgesamt 239 Buhnen gebaut. Die Ufer blieben größtenteils unbefestigt.
Die erste große Eingriff in den Flusslauf fand 1928 statt, als die Mündung des größten Nebenflusses der Elbe weiter nach Westen in Richtung Cuxhaven gelegt wurde.
Ihren Höhepunkt erreichte die Schifffahrt auf der Oste zu Beginn des 20. Jahrhunderts, als mit unzähligen Ewern nahezu alle in größerer Menge zu transportierenden Güter bewegt wurden. Im Verlaufe des Jahrhunderts nahm dieser Verkehr aber beständig ab, da technischer Fortschritt und bessere Infrastruktur andere Transportmöglichkeiten wie Straße und Bahn wirtschaftlicher werden ließen. Zuletzt bestand nur noch geringer Warenverkehr mit dem Hemmoorer Zementwerk. Zwischen Bremervörde und Hechthausen bestand der einzige Warenverkehr noch aus drei bis vier Düngertransporten jährlich nach Gräpel, die bis in die 1980er-Jahre stattfanden. In den 1990er-Jahren kam dieser Verkehr endgültig zum Erliegen.

### Zementwerk in Hemmoor

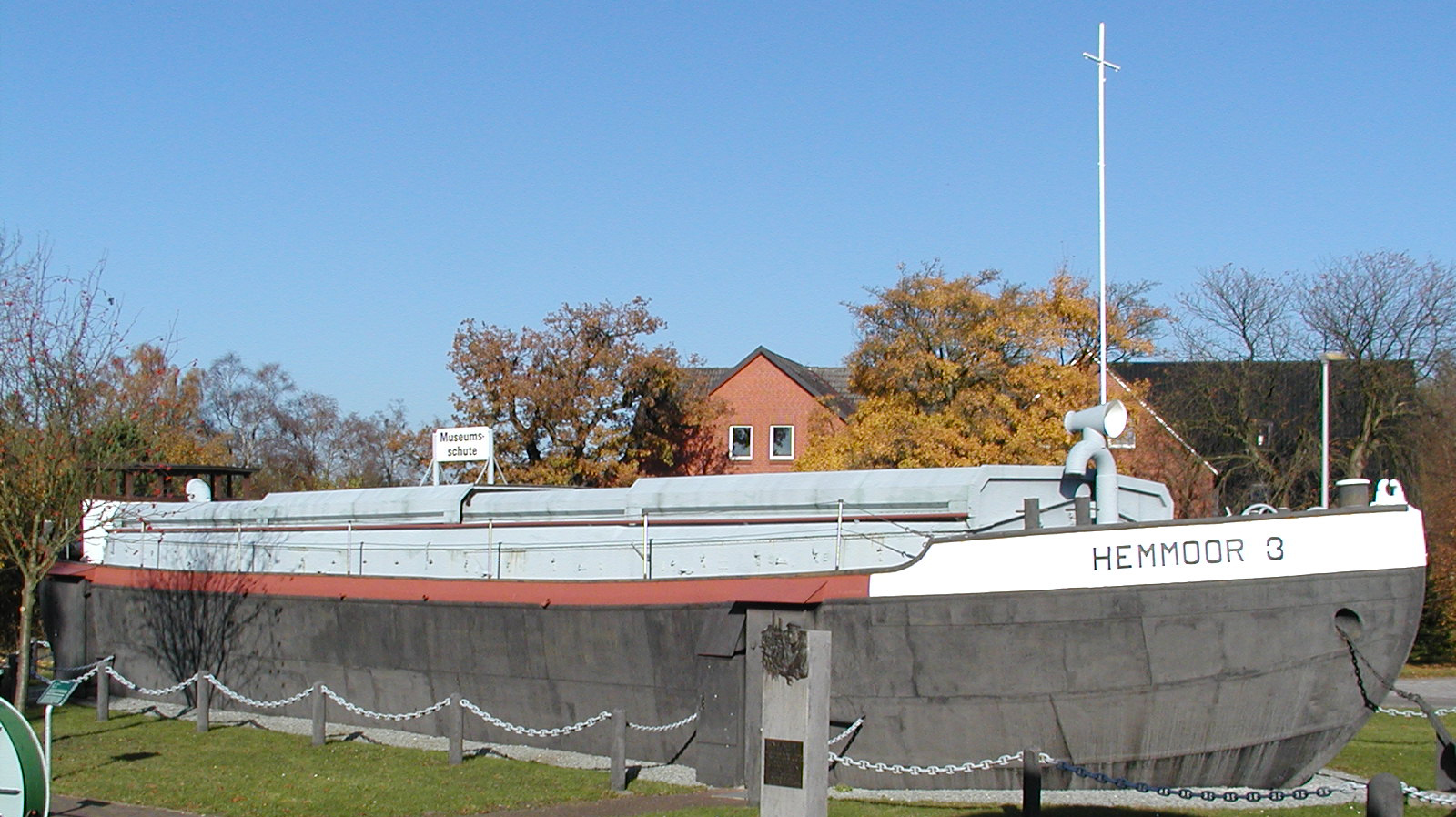
Früher Zementleichter auf der Oste, heute Museumsschute „Hemmoor 3“

Etwa 1864 wurde in Hemmoor das Portland-Zementwerk errichtet, das seine Produkte in Schwarzenhütten auf Schiffe verlud. Schwarzenhütten war zuvor der Anlegeplatz einer Ziegelei. Die Zementfabrik erwarb diesen und baute ihn zum größten Hafen an der Oste aus. 1875 wurde vom Werk am heutigen Hemmoorer Kreidesee zum Anleger eine Pferdebahn errichtet, die 1895 mit Dampflokomotiven aufgerüstet wurde. Der Zement wurde mit Schuten und Leichtern nach Hamburg gebracht um ihn von dort weiter zu verschiffen. Auf dem Rückweg wurde Kohle für die Fabrik transportiert. In den Spitzenzeiten in den 1960er Jahren wurden fast 500.000 Tonnen umgeschlagen. Schwarzenhütten wurde nach dem Ende der Fabrik um 1980 noch weiter betrieben und schlug hauptsächlich Düngemittel und Kohle um, stellte aber am 22. Dezember 1997 endgültig den Betrieb ein.

### Walfang
Kaufmann Johann Thumann aus Geversdorf trieb 1766 die Anschaffung und Ausrüstung eines Walfängers mit Namen „Ost Strom“ (in den Quellen aus dieser Zeit auch „Ost Stroom“, „Der Osten Strohm“ oder „Der Oste Strom“ genannt) an, der vor Grönland jagen sollte und in Geversdorf stationiert war. Er lieferte den Walspeck zum Auskochen nach Hamburg. Es wurde eine Aktiengesellschaft gegründet, an der etliche Kaufleute und reichere Marschbauern beteiligt waren. Thumann wurde deren Geschäftsführer. Die jährlichen Fangfahrten unter insgesamt drei verschiedenen Kommandeuren verliefen mit sehr wechselhaftem Erfolg. Während man 1768 mit 7¼ „Fischen“ zurückkehrte, wurde 1775 kein einziger gefangen. Aufgrund ständiger Querelen mit Thumann, der in den Quellen als unangenehmer Geschäftspartner erscheint, und möglicherweise wegen nicht ausreichenden Profits wurde der Betrieb nach der Fahrt 1777 eingestellt.
Zwischen 1767 und 1777 soll das Schiff 37 7/12 Wale gefangen und 1336½ Quardelen Tran sowie 17.310 Pfund Barten erbracht haben. Ein Quardeel entspricht 3 Tonnen à 200 bis 226 Pfund, die Gesamtmenge war also mindestens 801.900 Pfund.
Weitere Walfangunternehmungen von der Oste aus wurden geplant. Die Ausrüstung eines Walfängers durch die Neuhäuser Kaufleute Ahrens und Ulex scheiterte 1788, aber 1799 wurde in Osten eine Gesellschaft gegründet, die 1800 ein Schiff mit 40 Mann Besatzung nach Grönland sandte und erfolgreich zurückkehrte. Es blieb aber auf Grund der napoleonischen Wirren bei dieser einen Fahrt.

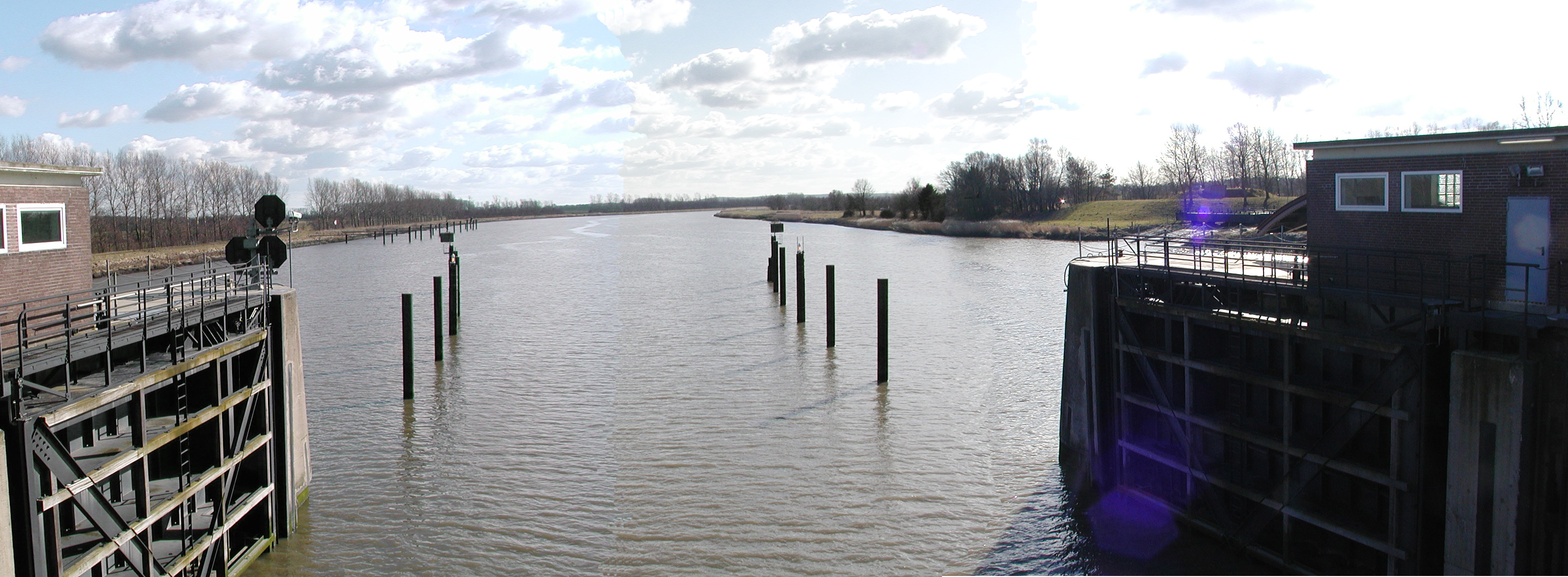
Die Oste vom Sperrwerk aus gesehen

1814 plante Johann Thumann junior eine erneute Grönlandfahrt mit zwei Schiffen. Ob diese erfolgte, ist nicht überliefert. 1816 aber fuhr die Brigg „Die Freundschaft“ auf Grönlandfahrt, was ein geschäftlicher Reinfall war. Die Familie Thumann war in finanzielle Schwierigkeiten geraten, aber Johann Thumann versuchte sich mit neuerlicher Ausrüstung des Schiffes finanziell frei zu kämpfen. 1819 bis 1821 machte sie drei weitere Fahrten, die alle mit niederschlagendem Ergebnis verliefen. Thumann sowie einige Anteilsnehmer der Unternehmung waren nun endgültig in Konkurs.
In Geversdorf gab es vor 1800 eine Tranbrennerei.

### Das Ostesperrwerk

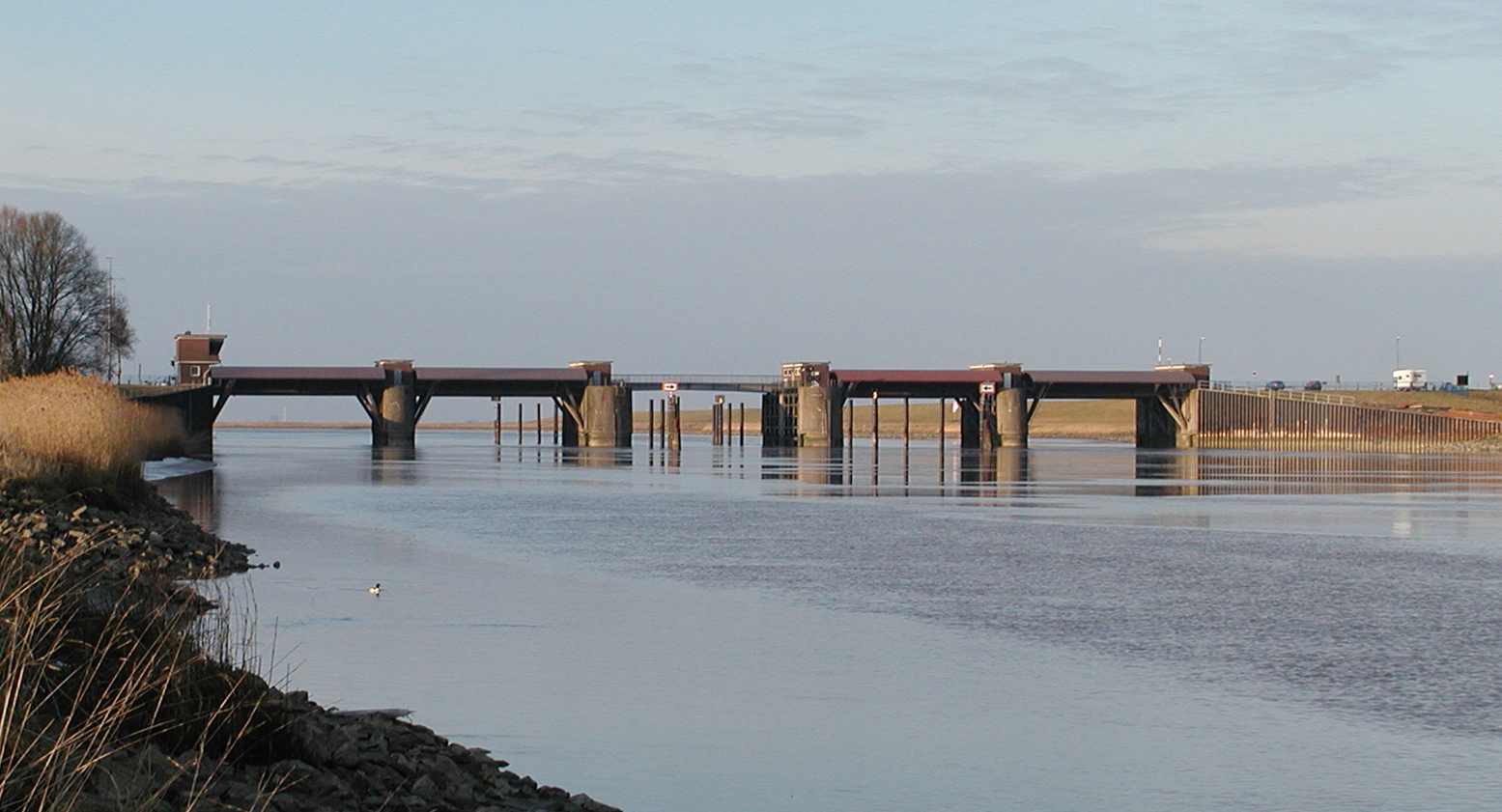
Das Ostesperrwerk in Balje

Nach der Sturmflut 1962 wurde beschlossen, das Ostesperrwerk zu errichten. Neben der eigentlichen Oste wurden bei Neuhaus 1968 zwischen den Belumer Deich im Westen der Oste und Hörne, ein Dorfteil Baljes, ein Kanal und das Sperrwerk errichtet und später die Oste dorthin umgeleitet.
Das Sperrwerk besteht aus fünf Durchlässen von je 22 m Breite. Die äußeren Öffnungen können durch Segmentfluttore verschlossen werden. In der Mitte besteht die Schiffsdurchfahrt aus zwei Stemmtorpaaren. Zudem existiert eine Brücke zur Deichverteidigung. Die Höhe, bis zu der das Sperrwerk sicher ist, beträgt 7,80 m, was nicht mehr ganz der Höhe der neuen Elbdeiche mit etwa 8,40 m entspricht. Die Deiche der Oste haben eine Höhe von 5,30 m bis 5,90 m.
Seit Inbetriebnahme des Sperrwerks gab es durch Sturmfluten keine Schäden mehr. Die Fluten von 1972 und 1999 blieben ohne Folgen für das Gebiet der Oste.

### Natureum Niederelbe

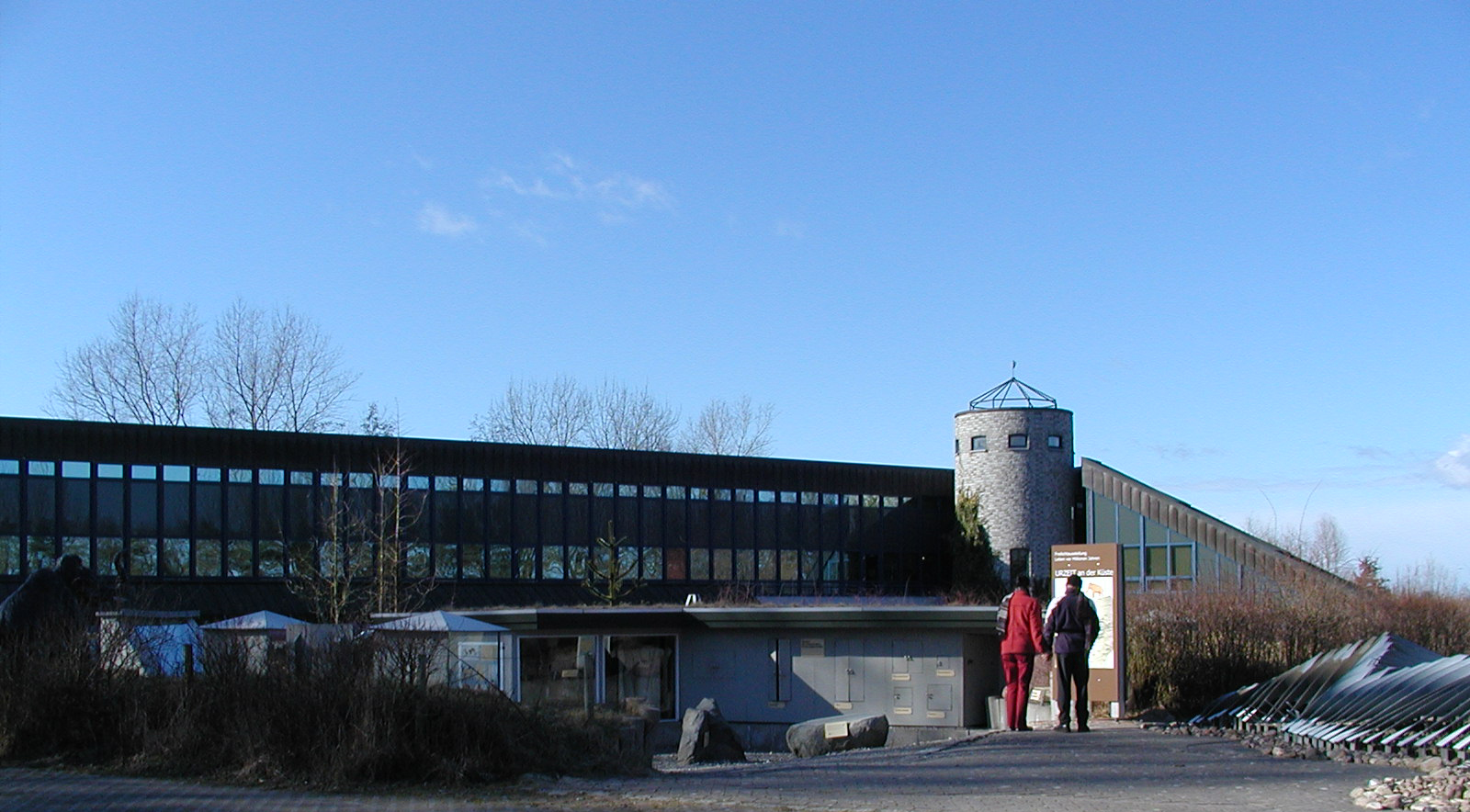
Das Natureum an der Niederelbe

Der Altarm der Oste, der durch den Bau des Sperrwerkes und Verlagerung der Deichlinie vom Fluss abgedämmt wurde, ist heute der sogenannte 'Ostesee' mit einer Freizeitanlage (Wasserskianlage, Sandstrand usw.). Auf der durch Aufspülung künstlich erhöhten Insel wurde das Natureum Niederelbe errichtet, das auf über 60.000 m² Freigelände sowie in mehreren Gebäuden über die Tier- und Pflanzenwelt der Nordseeküste informiert. Auf dem Freigelände steht ebenfalls ein Fischkutter aus dem Jahre 1892. Die „Erna Becker“ wurde in Cranz als Segler gebaut und fischte mit zwei großen Hamen (rechteckige Rahmen), die die sackförmigen Netze offen halten, im Gebiet der Unterelbe und der Oste zwischen Kleinwörden und Sethlerhemm.

## Flora und Fauna

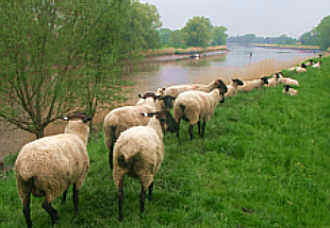
Ostedeich bei Oberndorf

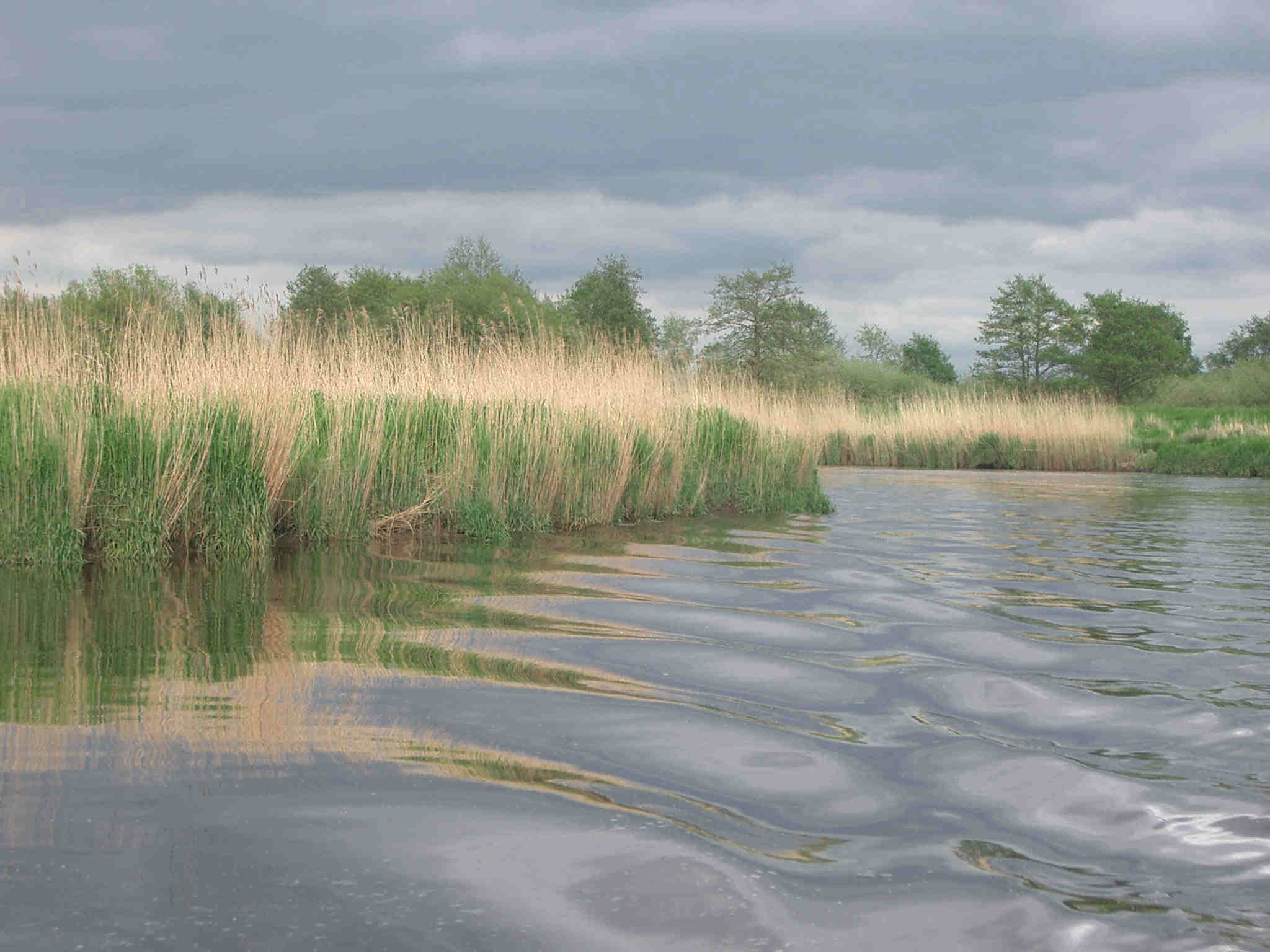
Schilfgürtel an der Oste

Die Oste, die der längste Fluss zwischen Weser und Elbe ist, hat eine große ökologische Bedeutung, da sie nicht begradigt ist und zu großen Teilen ein naturnahes Ufer hat. So zählt beispielsweise der Mündungsbereich mit seinem natürlichen Tidenhub zum Wattenmeer. Mit einer Gewässergüte von Stufe II (mäßig belastet) ist die Oste durchgehend verhältnismäßig sauber, obwohl einige Nebenflüsse zum Teil Wasser der Güteklasse III (stark verschmutzt) und sogar III–IV (sehr stark verschmutzt) bringen. Der Fluss ist sehr fischreich und gilt als der erste deutsche Fluss mit einer sich selbst verjüngenden Lachspopulation.
Früher war der Stör wie auch der Lachs in der Oste heimisch und sogar der häufigste Fisch überhaupt – so zahlreich, dass überliefert ist, dass sich das Dienstpersonal empört und verlangt habe, zu versichern, dass es nicht häufiger als zweimal die Woche Stör zu essen gäbe (ähnliches ist allerdings auch aus anderen Gegenden überliefert, so dass man nicht davon ausgehen kann, dass es sich bei diesem Protest um eine historische Tatsache handelt). Heute ist der Fisch vermutlich ausgestorben oder nahezu ausgestorben. In den letzten Jahrzehnten gab es nur noch vereinzelte Sichtungsmeldungen.
Der Lamstedter Angelverein bemüht sich um die Nachzucht dieser Fischarten mithilfe importierter Eier und durch Einfangen laichtragender Weibchen zur Zucht und zum anschließenden Freilassen.
Der häufigste Fisch ist heute stattdessen der Stint.
Weitere vorkommende Fische sind Schnäpel, Aal, Karpfen, Hecht, Brasse, Stichling sowie Flussneunauge, Maifisch, Finte und Zander.
Die Ufer sind meist von Reet-Zonen geprägt.
Dicht am Natureum Niederelbe, genauer auf den Sandbänken im Ostewatt, sind nach dem großen Seehundsterben wieder vermehrt diese Tiere an der Rammelbucht anzutreffen. Da Ankern an dieser Stelle nicht explizit verboten ist, kommt es immer wieder zu Störungen der Seehunde und in der Nähe brütender Vögel durch Sportboote.

## Nutzung

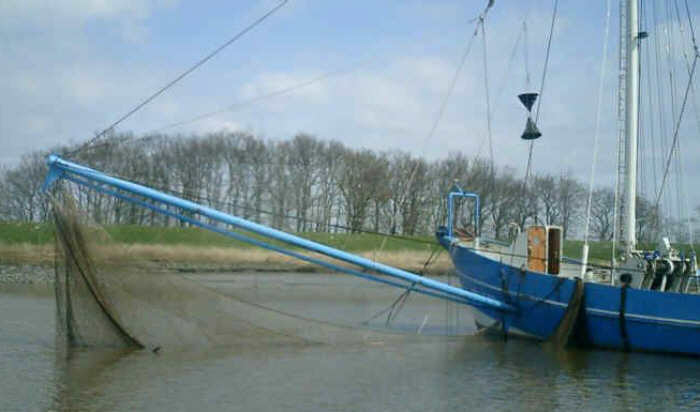
Hamenfischer auf der Oste

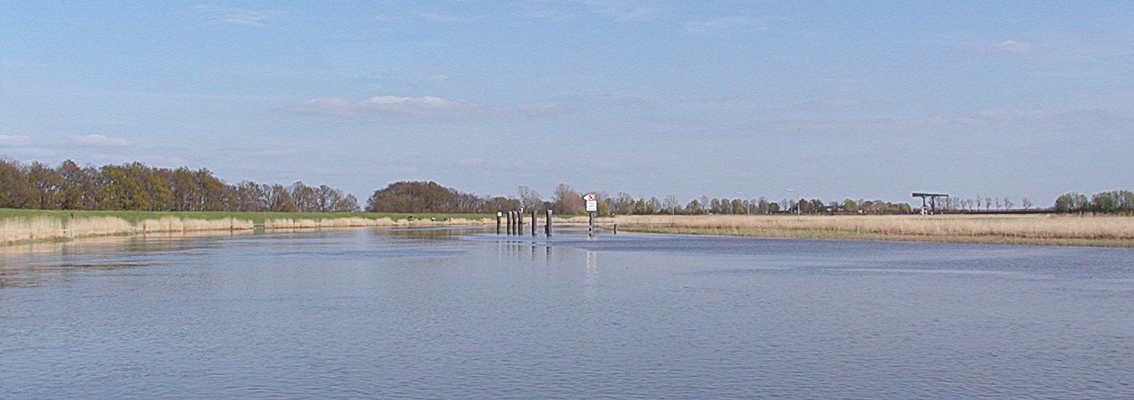
Kurz vor der Klappbrücke in Geversdorf

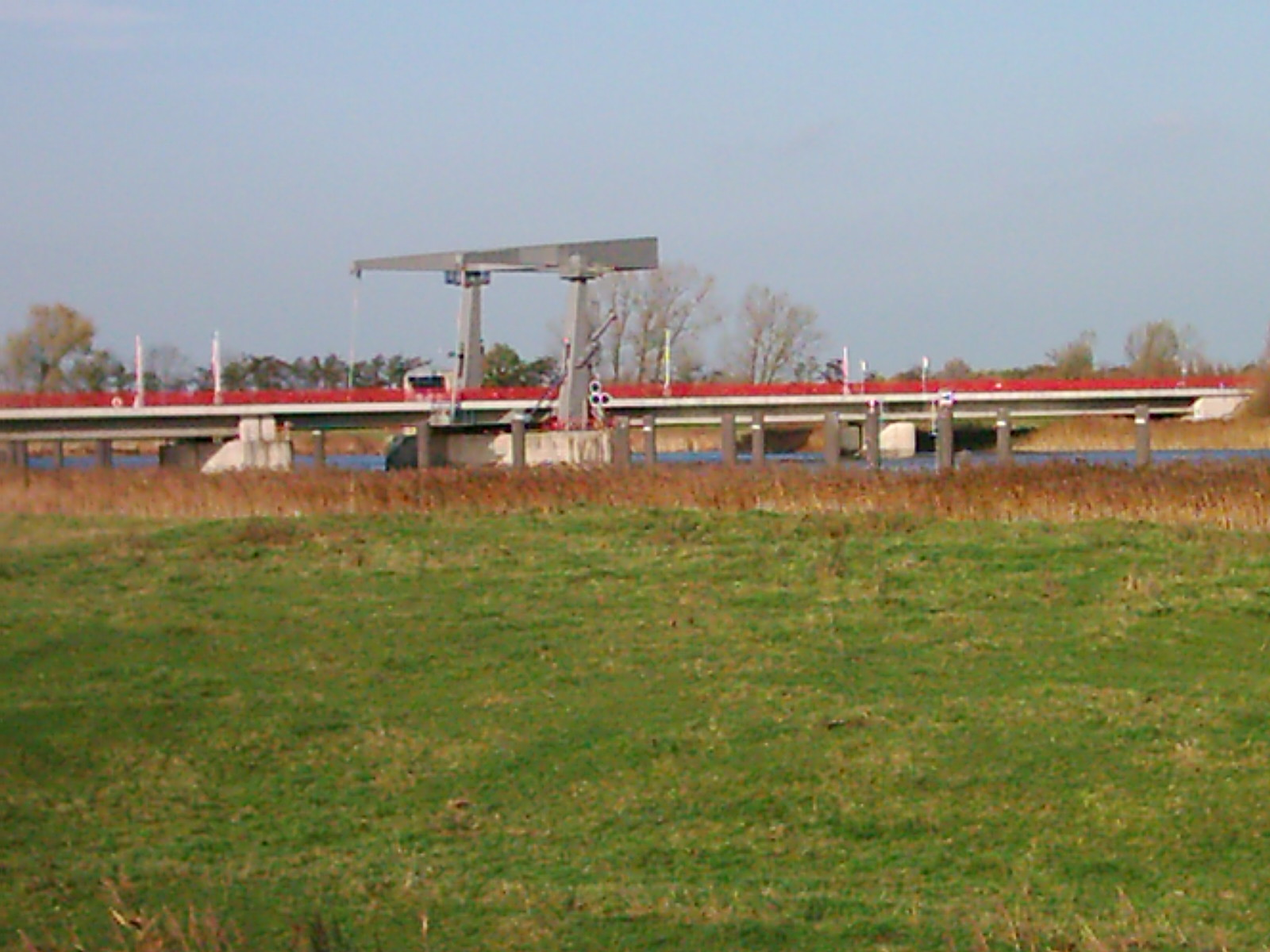
Klappbrücke in Geversdorf

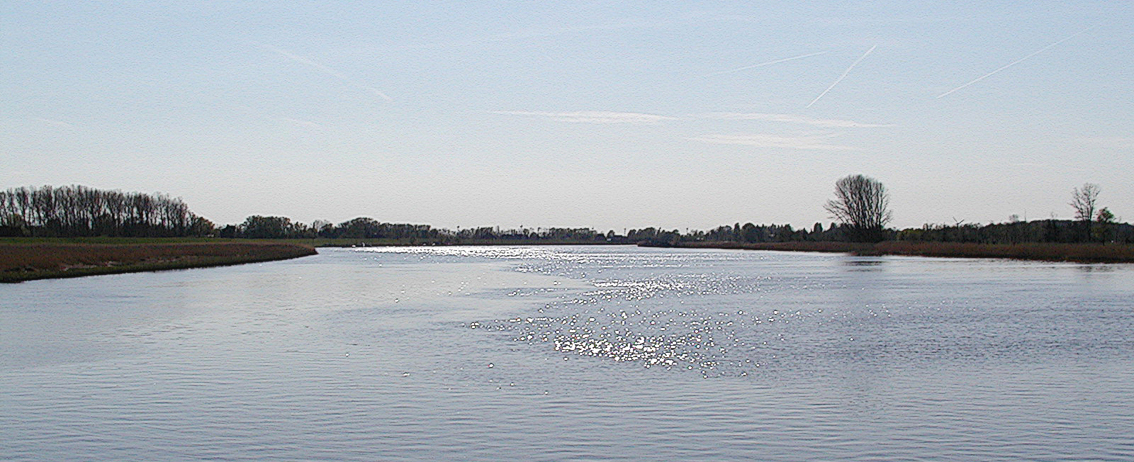
Der Ostebogen in Neuhaus

Die Oste wird kaum noch von Berufsschiffern befahren. Zu den Ausnahmen zählte ein Hamenfischer.
- Flusskilometer 0,0: Nordostkante des Mühlenwehres Bremervörde
- Flusskilometer 0,5: Slipanlage, Schlengelanlage, Bremervörder Yachtclub,
- Flusskilometer 12,2: Nähe der Ortschaft Gräpel, eine privatbetriebene handgezogene Seilfähre
- Flusskilometer 17,6: Ehrenamtlich betriebene Wirtschaftsfähre für die Bauern und auch als öffentliche Verbindung mit regelmäßigen, saisonal abhängigen Fährzeiten, motorbetriebene Seilfähre des Fährvereins Brobergen.
- Flusskilometer 23,4: Slipanlage, Bootsanleger des Ferienparks Geesthof
- Flusskilometer 24,3: Bootsanleger Kranenburg
- Flusskilometer 29,8: die Eisenbahnbrücke (Stade–Cuxhaven)
- Flusskilometer 30,7: Straßenbrücke der B73
- Flusskilometer 31,0: Bootsanleger Hechthausen
- Flusskilometer 38,0: Bootsanleger Grossenwörden
- Flusskilometer 47,6: Schwebefähre in Osten
- Flusskilometer 47,9: Straßenbrücke und Bootsanleger Osten
- Flusskilometer 49,8: Lösch- und Ladeplatz „Schwarzenhütten“ mit Kran, für seegehende Schiffe mit einem Tiefgang von 4,5 m und einer Länge bis 85 m, keine Sportbootanleger.
- Flusskilometer 55,4: Bootsanleger Gemeinde Oberndorf
- Flusskilometer 55,6: Klappbrücke Oberndorf
- Flusskilometer 64,2: Bootsanleger Seglervereinigung Oste in Geversdorf
- Flusskilometer 64,4: Klappbrücke Geversdorf
- Flusskilometer 67,7: Bootsanleger und Hafen mit Slipanlage (nur Hochwasser) Gemeinde Neuhaus
- Flusskilometer 69,5: Sturmflutsperrwerk und Sperrwerksklappbrücke Balje
- Flusskilometer 74,6: Mündung in die Elbe-km 707[11]

### Tourismus
Befahren wird die Oste und das angrenzende Wattenmeer von der Mocambo, dem ältesten motorbetriebenen Fahrgastschiff Deutschlands, mit dem Ausflugsfahrten und ökologische Exkursionen veranstaltet werden.

### Wassersport
Die Oste ist bei gutem Wasserstand von Burgsittensen, sonst von Sittensen oder Weertzen bis zur Mündung mit Kajaks und Kanus befahrbar. Der Oberlauf von Sittensen bis Volkensen ist vom 1. März bis 15. Juli gesperrt.
Unterhalb von Bremervörde ist die Oste auch mit Motorbooten befahrbar. Im Gegensatz zum Oberlauf ist der Unterlauf größtenteils eingedeicht. Er unterliegt den Einflüssen von Ebbe und Flut.
In der Nähe des Ostesperrwerks bei Neuhaus befindet sich eine Wasserskianlage. Zudem besteht hier auch das Natureum Niederelbe, das sich mit Leben und Natur im Grenzbereich zwischen Meer und Fluss beschäftigt. Motor- und Segelbootvereine gibt es in Neuhaus, Geversdorf, Oberndorf, Hemmoor, Osten, Elm und Bremervörde. Kajaks und Kanus werden vermietet in Gräpel, am Geesthof und in Hechthausen an der Mühle.
Auf Grund der großen Fischpopulation und der besonderen Schönheit ist die Oste ein Paradies für Angler und Wasserwanderer, sodass die Oste nicht nur im Sommer von Anglern aufgesucht und von Freizeit-Kanuten befahren wird. Dafür reisen auch viele Menschen aus Hamburg oder Bremen an. Bei Missachtung von Sperrzeiten und Befahrensverboten kann im Oberlauf die Flora und Fauna geschädigt werden, zum Beispiel durch Beeinträchtigung der Ufervegetation, des Lebensraums der Eisvögel.
Neben der Oste existieren entlang des Laufes zahlreiche Baggerseen, die beim Bau der Deiche angelegt wurden und meist als Angelteiche oder Badeseen genutzt werden.

### Fluss der Fähren

Eröffnung der Deutschen Fährstraße auf der Prahmfähre in Gräpel (2004)

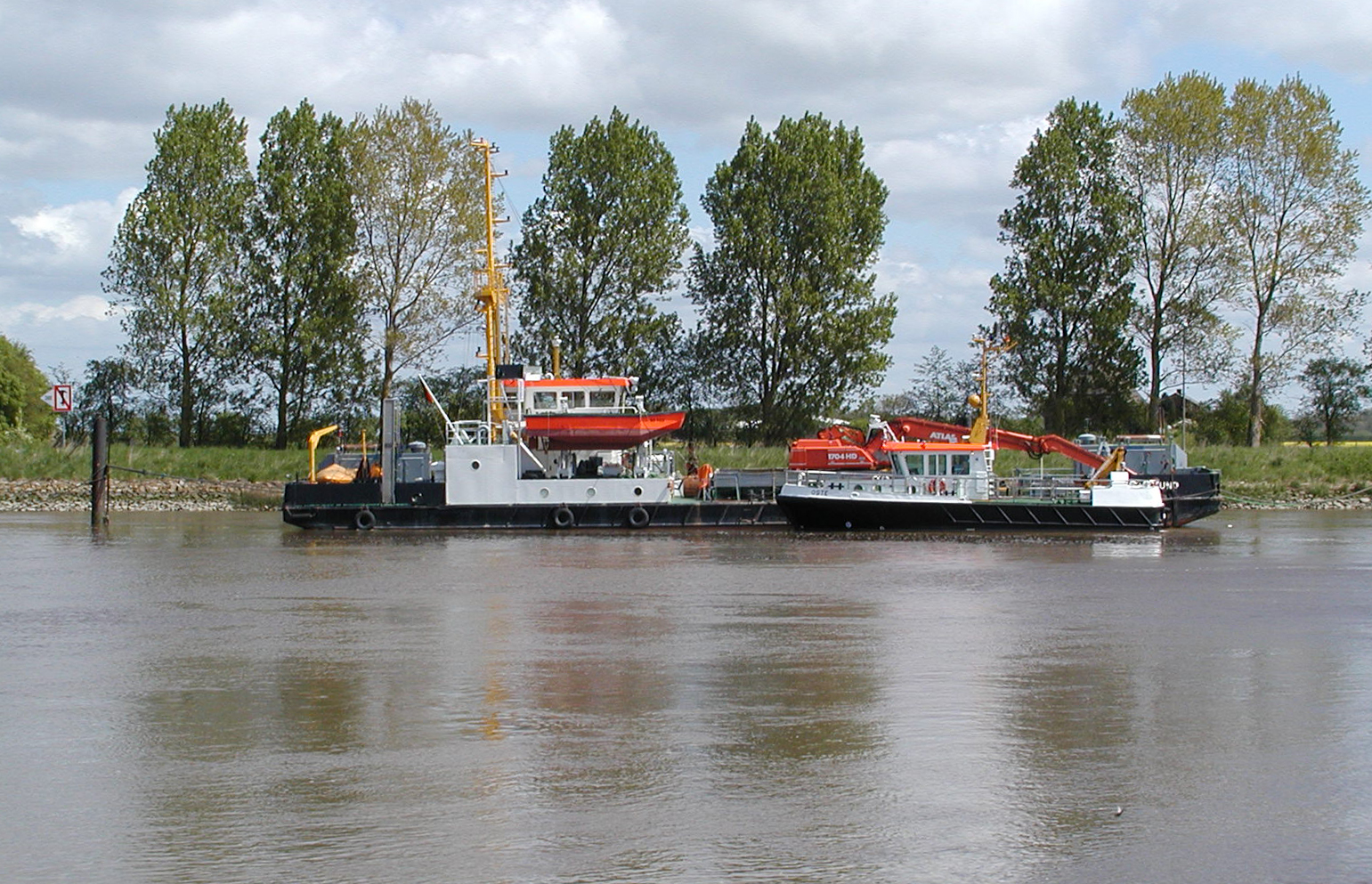
Das Motorschiff Oste und Schwimmgreifer Mittelgrund des Wasser- und Schifffahrtsamtes Cuxhaven

Seit dem Mai 2004 ist die Oste Bestandteil der Deutschen Fährstraße, einer rund 250 Kilometer langen Ferienstraße, die Kiel und Bremervörde verbindet und deren Wahrzeichen die beiden letzten deutschen Schwebefähren über die Oste und den Nord-Ostsee-Kanal sind.
Am „Fluss der Fähren“ verkehrten bis in das 20. Jahrhundert mehr als zwei Dutzend Fähren, von denen die meisten mittlerweile (wie in Geversdorf und Oberndorf) durch Klappbrücken oder (wie in Hemmoor und Hechthausen) durch feste Brücken ersetzt worden sind.
Prahmfähren sind – abgesehen von einer Viehfähre in Schönau (gehört zu Gräpel) – nur noch in Brobergen und Gräpel in Betrieb; die in Gräpel gehört zu den letzten in Deutschland, die noch von Hand gezogen werden. Zu den beiden Fährstellen gehört auch jeweils ein Gasthof, der in Personalunion mit dem Fährmann betrieben wird. Die Fähren dienen neben dem landwirtschaftlichen Verkehr, der ihr eigentlicher Betriebsgrund ist, vor allem auch dem Tourismus. Besonders im Frühjahr und im Sommer werden sie im Rahmen zahlreicher Radwanderfahrten genutzt. Der Fährbetrieb in Gräpel findet in der Zeit vom 1. Mai bis 15. Oktober statt.

## Arbeitsgemeinschaft Osteland
Als „Lobby für die Oste“ versteht sich die 2004 gegründete Arbeitsgemeinschaft Osteland e. V., die sich für die Förderung von Natur- und Denkmalschutz, die Entwicklung eines naturverträglichen Tourismus und die Kultur- und Heimatpflege im Osteland einsetzt. Der Verein, in dem unter anderem die Landkreise Cuxhaven und Rotenburg/Wümme, die Stadt Bremervörde und alle Gemeinden an der Oste sowie rund 650 Einzelmitglieder vertreten sind, verleiht alljährlich beim Tag der Oste den mit jeweils 3.500 Euro dotierten Oste-Kulturpreis Der Goldene Hecht, ist Träger der „Deutschen Fährstraße“, des Tourenwegs „Oste-Radweg Tostedt – Balje“ und des Literatur- und Tourismus-Projekts Deutsche Krimi-Straße und setzt sich für die Wiederansiedlung bedrohter Wanderfischarten wie Lachs und Stör in der Oste ein. Umfangreiche Informationen über die Arbeitsgemeinschaft finden sich auf ihrer offiziellen Website www.arbeitsgemeinschaft-osteland.de.

## Deichbrüche
| - 1219 viele Durchbrüche (erste Marcellusflut am 16. Januar) - 1362 viele Durchbrüche (zweite Marcellusflut, erste Mannstränke, auf plattdeutsch Manndrenke) - 1539 Altendorf - 1570 Hemmoor (Allerheiligenflut) - 1571 Neuhaus (Martiniflut) - 1661 Hechthausen-Kleinwörden - 1663 Hemmoor-Basbeck - 1685 Oberndorf bis Hechthausen-Kleinwörden (Erste Katharinenflut) - 1686 Hechthausen-Kleinwörden - 1717 viele Durchbrüche (Weihnachtsflut) - 1720 Oberndorf-Bentwisch Fährlücke (Neujahrsflut) - 1721 viele Durchbrüche (Neujahrsflut) | - 1726 Osten und Umgebung (Gallusflut) - 1736 Oberndorf Fährlücke weggetrieben - 1751 viele Durchbrüche (11. September) - 1756 Neuhaus bis Hechthausen-Klint - 1791 Oberndorf bis Hemmoor (22. März) - 1792 viele Durchbrüche von Hechthausen-Klint bis Osten (11. Dezember) - 1824 Hechthausen-Laumühlen (15. November) - 1825 ungezählte Durchbrüche (Februarflut) - 1874 Hechthausen-Kleinwörden (22. Oktober) - 1936 Hechthausen-Klint (18. Oktober) - 1946 Hemmoor-Basbeck - 1954 Hechthausen-Laumühlen - 1962 viele Durchbrüche zwischen Neuhaus und Hechthausen (16. Februar, Sturmflut 1962) |

Heute sind durch das Ostesperrwerk, gebaut von 1964 bis 1968, erneute schwere Sturmflutschäden eher unwahrscheinlich. Allerdings ist das 7,32 m hohe Sperrwerk heute etwa 1 m niedriger als die umgebenden Deiche.

## Elbvertiefung

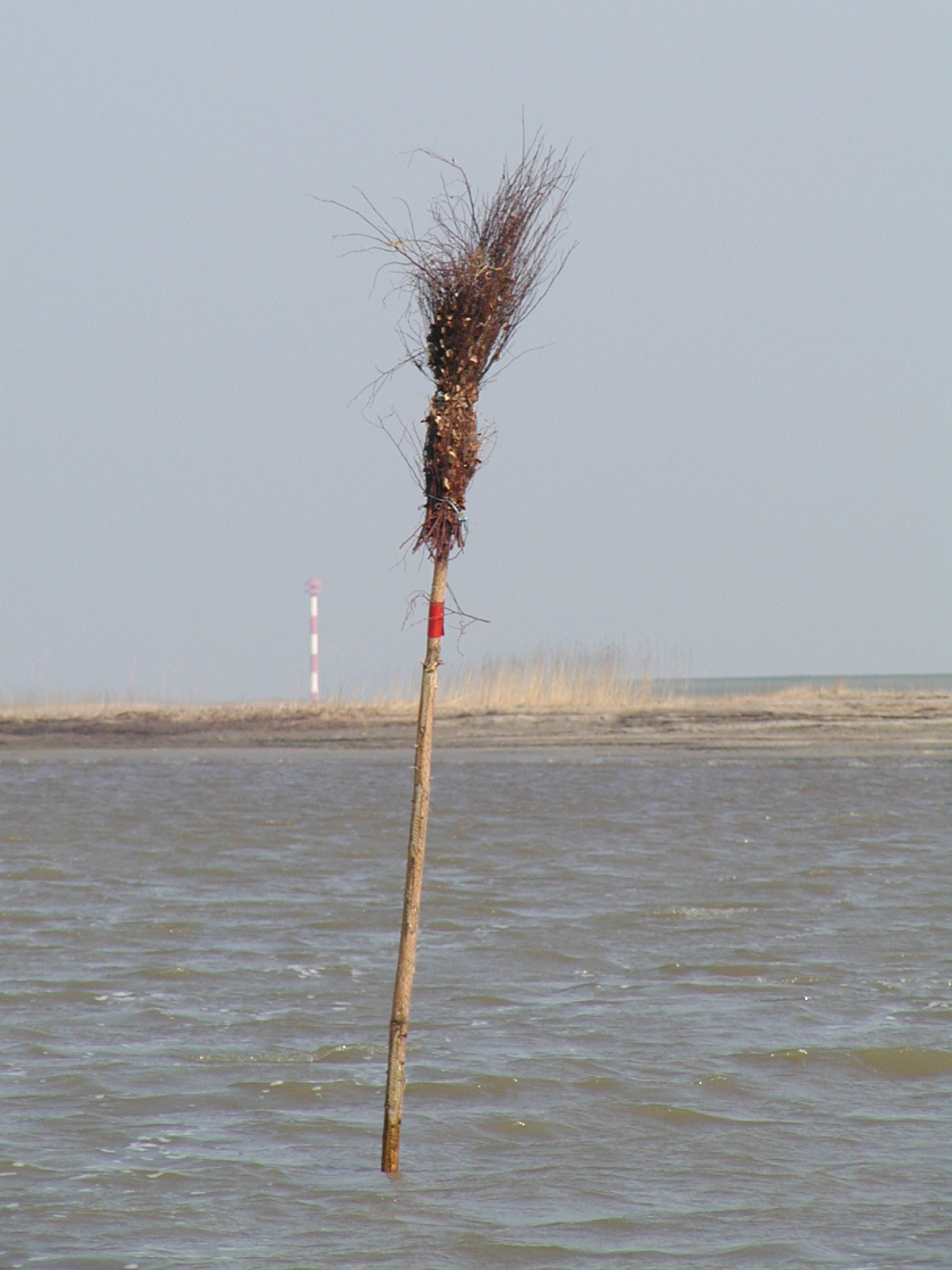
Eine Pricke in der Ostemündung

Infolge mehrerer Elbvertiefungen verändert sich auch die Oste – zu sehen an der zunehmenden Verschlickung der Ufer und Häfen im Bereich der Tide.

In einer Ökologie-Studie der IBL UmweltPLANUNG GBR und der IMS Ingenieurgesellschaft MBH zur erneuten Elbvertiefung wird von etwa 7 ha Bodenverlust an der Ostemündung (Flusskilometer 703,5–710,5) allein durch den vermehrten Seegang und Wellenschlag der Schiffe ausgegangen. Seit der letzten Elbvertiefung in den Jahren 1999 und 2000 hat sich die Mündung der Oste und die Abbruchkante schon verändert und verkleinert.